# Colonne sonore di Grand Theft Auto

Logo della serie Grand Theft Auto

La serie di videogiochi Grand Theft Auto (abbreviato in GTA) è caratterizzata da una colonna sonora composta di svariati brani, trasmessi durante il normale svolgimento del gioco da emittenti radiofoniche immaginarie. L'idea di eseguire brani provenienti da un'autoradio presente a bordo del veicolo era già stata introdotta da Out Run e ripresa dalla DMA Design Limited (in seguito Rockstar North) nel primo titolo della serie, Grand Theft Auto.
In Grand Theft Auto le emittenti radiofoniche trasmettono canzoni di diverso genere musicale. Alcune stazioni radio sono condotte da disc jockey (in alcuni casi interpretati da artisti famosi come Axl Rose o Iggy Pop) che presentano, introducono e, in compagnia di ospiti in studio, commentano i vari brani, che vengono sporadicamente interrotti da finti spot radiofonici. Le stazioni radio inoltre veicolano messaggi che tengono informato il giocatore sui progressi del gioco, in particolare annunciando la possibilità di raggiungere nuove aree disponibili a seguito di riapertura al traffico di ponti o strutture analoghe.
Quasi tutti i veicoli disponibili in Grand Theft Auto dispongono della possibilità di ascoltare stazioni radio, cambiando frequenza o disattivando l'autoradio. Sono esclusi i mezzi d'emergenza, le biciclette, il treno, i mezzi da lavoro e alcuni tipi di barche e veicoli militari. Sui veicoli d'emergenza è tuttavia possibile l'ascolto delle comunicazioni con la sala operativa. Le stazioni radio saranno inoltre riprodotte all'interno di bar, discoteche, negozi di abbigliamento e officine di riparazione di auto: in questi casi il protagonista non ha la possibilità di interagire per il cambiamento della stazione.
A partire da Grand Theft Auto III, le versioni per personal computer prevedono la possibilità di eseguire in ordine casuale canzoni in formato MP3 presenti nel proprio dispositivo, creando una stazione radio personalizzata (denominata "MP3 Player", "User Track Player" o "Independence FM"). L'emittente radiofonica personalizzata, disponibile anche nelle versioni Xbox e nella conversione per iOS di Grand Theft Auto: Chinatown Wars, presenta inoltre stacchi pubblicitari come le altre stazioni radio presenti nel gioco.

## Grand Theft Auto
Il tema principale del primo episodio della serie è "Gangster Friday", suonata da Craig Conner. Il brano è presente con il titolo Grand Theft Auto in Grand Theft Auto III, dove è attribuita a una band fittizia dal nome Da Shootaz. Viene inoltre associata agli Slumpussy, gruppo rap inesistente, autore di un'altra traccia dal titolo This Life.
Nel videogioco sono presenti sette stazioni radio: N-CT FM, Radio '76 FM, Head Radio FM, The Fix FM, It's Unleashed FM, The Fergus Buckner Show e Brooklyn Underground FM. Solamente Head Radio viene menzionata nel videogioco ed è inoltre presente in Grand Theft Auto II, Grand Theft Auto III e Grand Theft Auto: Liberty City Stories, mentre Radio '76 FM viene chiamata "Funk FM" nel videogioco.
La colonna sonora del videogioco, composta da Craig Conner, Colin Anderson e Grant Middleton, è stata distribuita nell'ottobre 1997 con l'etichetta DMA Design con il nome Grand Theft Auto: The Soundtrack.

### Grand Theft Auto: The Soundtrack
Le tracce della colonna sonora sono le seguenti:
1. The Fix FM – 7:33
2. Head Radio FM – 9:39
3. Radio 76 (On 197.6 FM) – 9:43
4. N-CT FM – 7:27
5. Brooklyn Underground 77.7 – 8:47
6. It's Unleashed on 93.5 FM – 11:01
7. The Fergus Buckner Show – 3:13
8. Title Music – 2:17

Durata totale: 59:40

### Stazioni radio

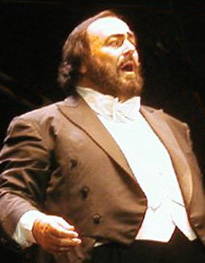
Luciano Pavarotti è una delle voci riconoscibili su Double Clef FM

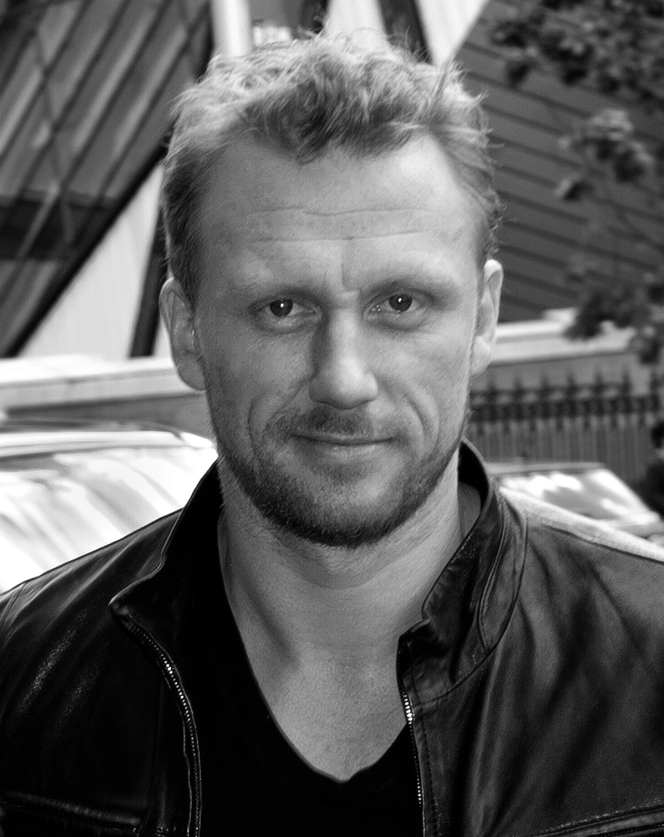
Il cantante dei Love Fist Jezz Torrent è doppiato dall'attore Kevin McKidd

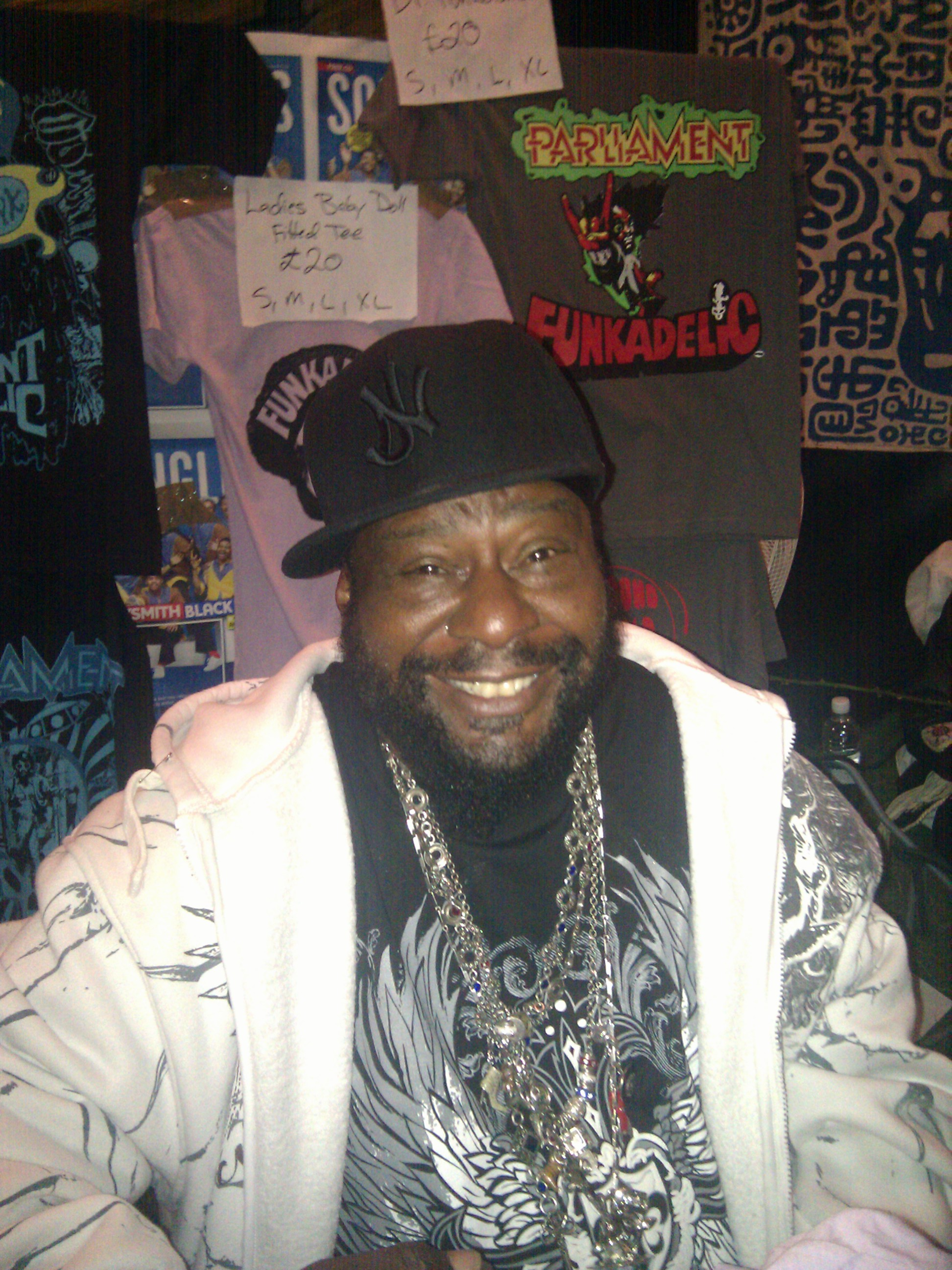
George Clinton doppia The Funktipus, il dj di Bounce FM. Sulla radio viene trasmessa la sua canzone Loopzilla

The Fix FM
Trasmette musica techno.
Tracce:
- Animal Testing Centre - DSP (Craig Conner)
- Rotorman - Ride (Craig Conner)
- Technophiliak - Lagerstar (feat. Heidi Muchenbacher) (Grant Middleton)

Head Radio FM
Trasmette musica pop e rock.
Tracce:
- Reality Bubble - Days Like These (Craig Conner)
- Meme Traders - Automatic Transmission (Grant Middleton)
- Ohjaamo - Complications (Craig Conner)

Radio 76 (On 197.6 FM)
Trasmette musica funk.
Tracce:
- Ghetto Fingers - On The Move (Colin Anderson)
- Ashtar - Aori (Colin Anderson)
- Stylus Exodus - Pootang Shebang (Colin Anderson)

N-CT FM
Trasmette musica hip hop e rap.
Tracce:
- Da Shootaz - Grand Theft Auto (Craig Conner)
- Slumpussy - This Life (Craig Conner/Robert DeNegro)
- CCC - Blow Your Console (feat. Robert DeNegro) (Craig Conner, Robert DeNegro)

Brooklyn Underground 77.7
Trasmette musica trance.
Tracce:
- Retrograde - Benzoate (Craig Conner)
- Government Listening Post - E104 (Craig Conner)
- Trancefer - Figiwhiz (Craig Conner)

It's Unleashed on 93.5 FM
Trasmette musica alternative metal e hard rock.
Tracce:
- Stikki Fingers - 4 Letter Love (Colin Anderson, Brian Baglow)
- The Hounds - Let It Out (Craig Conner)
- Bleeding Stump - Just Do It (Colin Anderson)

The Fergus Buckner Show
Trasmette musica country.
Tracce:
- Sideways Hank O'Malley (and The Alabama Bottle Boys) - The Ballad of Chapped Lip Calquhoun (Colin Anderson, Brian Baglow)

## Grand Theft Auto II
Nel videogioco Grand Theft Auto II viene introdotta la possibilità di selezionare l'emittente radiofonica. In questo titolo sono presenti 11 stazioni radiofoniche, sebbene in ogni settore siano disponibili solamente 5 emittenti. Alcune stazioni sono disponibili in zone limitate poiché trasmesse da una delle gang di Anywhere City. Oltre alle canzoni vengono messe in rotazione finte pubblicità, annunci e le previsioni meteorologiche. Quasi tutte le stazioni presentano almeno un disc jockey.
Le emittenti sono: Head Radio, Rockstar Radio, KREZ, Lo-Fi FM, Futuro FM, Funami FM, Lithium FM, King 130.7, Osmosis Radio, Heavenly Radio e KGBH.
Le seguenti canzoni sono incluse nella colonna sonora del videogioco, ma non sono trasmesse in nessuna stazione radio:
- Ez Rollers - Short Change (A. Banks, J. Hurren)
- Scrapyard Mongrels - I Love This Feeling (Stoned Again) (Paul Scargill, A. Steenkamp)

### Stazioni radio
Head Radio
Condotta dai dj Phanny Joe Styles e Johnny Riccaro. Il primo trasmette musica elettronica, mentre Riccaro presenta brani rock. Sono presenti a rotazione alcune pubblicità. La canzone "Taxi Drivers" è censurata nella versione PlayStation.
Tracce:
- Bulamatari - Taxi Drivers (Mr. Clarke, Key Wilde)
- Flytronix - Pendulum (D. Demierre)
- Anna - Do It On Your Own (Craig Conner)
- Testing - My Tiny World (Craig Conner)
- Pussywillows - Real Love (Craig Conner)
- The One - Southpark (Craig Conner)
- Apostles of Funk - Yellow Butter (Stuart Ross)

Rockstar Radio prende il nome dalla casa produttrice della serie GTA

- Davidson - All I Wanna Do

Rockstar Radio
Disponibile nel settore Downtown, è condotta da Sammy Starock. Oltre a trasmettere musica pop e rock, la radio ospita spot, il meteo e telefonate degli ascoltatori.
Tracce:
- Conor & Jay - Vegas Road (Julie Wemyss, Craig Conner)
- Stikki Fingerz - Holdin' It Out For You (Colin Anderson, Paul Mackie)
- Track 7 - I Wanna Phunk

KREZ
Disponibile nel settore residenziale, è condotta da Richie T. Trasmette musica hip hop e rap.
Tracce:
- Flytronix - Past Archives (D. Demierre)
- Negro Vs. Conner - Showin' Me Love (Craig Conner, Robbott De Negro)
- E=MC Good Times - Jacking in Hilltown (Paul Scargill, Robbott De Negro)
- Numb - How's It Done (Stuart Ross)

Lo-Fi FM
Disponibile nel settore industriale, è condotta da DJ Dai. Trasmette spot di prodotti della Zaibatsu.
Tracce:
- Bert Reid'S Guitar Trio - A Cool Day In Down-town
- Stylus Exodus - Toucan Pie (Craig Anderson)
- Tammy Boness & The Swingin Mammaries - The Diner (Julie Weymss, Craig Conner)
- Cow Tastes Good - Surf City (Craig Anderson)

Futuro FM
È la radio dell'organizzazione Zaibatsu. Condotta da Dean Frantz, la stazione radio verrà distrutta durante il corso di una missione da parte di Claude Speed, causando la temporanea interruzione delle trasmissioni.
Tracce:
- Davidson - All I Wanna Do
- Reed - L.E.D (Stuart Ross)
- Spangly Feet - Dazed & Confuzed (Stuart Ross)
- Stylus Exodus - Toucan Pie (Craig Anderson)

Funami FM
Disponibile nel settore Downtown, è condotta da un'anonima voce maschile giapponese e da Teriyaki-chan, membro della Yakuza.
Tracce:
- Future Loop - Garage Acid (Paul Scargill)
- Toys Are Real - Flymutha (Paul Scargill)
- 4 How Much 4 - O2N (Craig Anderson)
- Ido - Ball Blaster (Stuart Ross)

Lithium FM
È la radio dei Loonies. Disponibile nel settore Downtown, è condotta da Spaz Funbags. Oltre a musica techno e dance, trasmette musica di ispirazione cristiana e pubblicità.
Tracce:
- Tammy Boness & The Swingin Mammaries - The Diner (Julie Weymss, Craig Conner)
- Rev. Rooney & The Rocksta Choir - God Bless All The Universe (Craig Conner)
- Voice Box - Computer Lust (Stuart Ross)
- Tsunami - F.A.G. Filter (Stuart Ross)

Il logo della KGBH è una stella rossa, simbolo del comunismo. Il nome della stazione radio ricorda il KGB

King 130.7
Nota come Rebel Radio, è la radio dei Redneck che trasmette rock nel settore Residenziale. È condotta da Marshall Nash.
Tracce:
- Bulamatari - Taxi Drivers (Mr. Clarke, Key Wilde)
- Testing - My Tiny World (Craig Conner)
- Stikki Fingerz - Holdin' It Out For You (Colin Anderson, Paul Mackie)
- Sterlin - Standing On My Own (Craig Conner)

Osmosis Radio
È la radio preferita dagli Scienziati. Trasmette musica dance nel settore Residenziale ed è condotta da DJ Mama Doc.
Tracce:
- Anna - Do It On Your Own (Craig Conner)
- Pussywillows - Real Love (Craig Conner)
- Davidson - All I Wanna Do
- Track 7 - I Wanna Phunk

Heavenly Radio
È la radio preferita dagli Hare Krishna. Trasmette nel settore Industriale ed è condotta da Venus Ordelia.
Tracce:
- Rev. Rooney & The Rocksta Choir - God Bless All The Universe (Craig Conner)
- Sterlin - Standing On My Own (Craig Conner)
- Zoneboys - Amazing Grace (Traditional)

KGBH
È la radio preferita dalla Mafia Russa. Trasmette rock nel settore Industriale ed è condotta da DJ Bomba Tomba e Prodo.
Tracce:
- Cow Tastes Good - Surf City (Craig Anderson)
- Spangly Feet - Dazed & Confuzed (Stuart Ross)
- Tsunami - F.A.G. Filter (Stuart Ross)

## Grand Theft Auto III

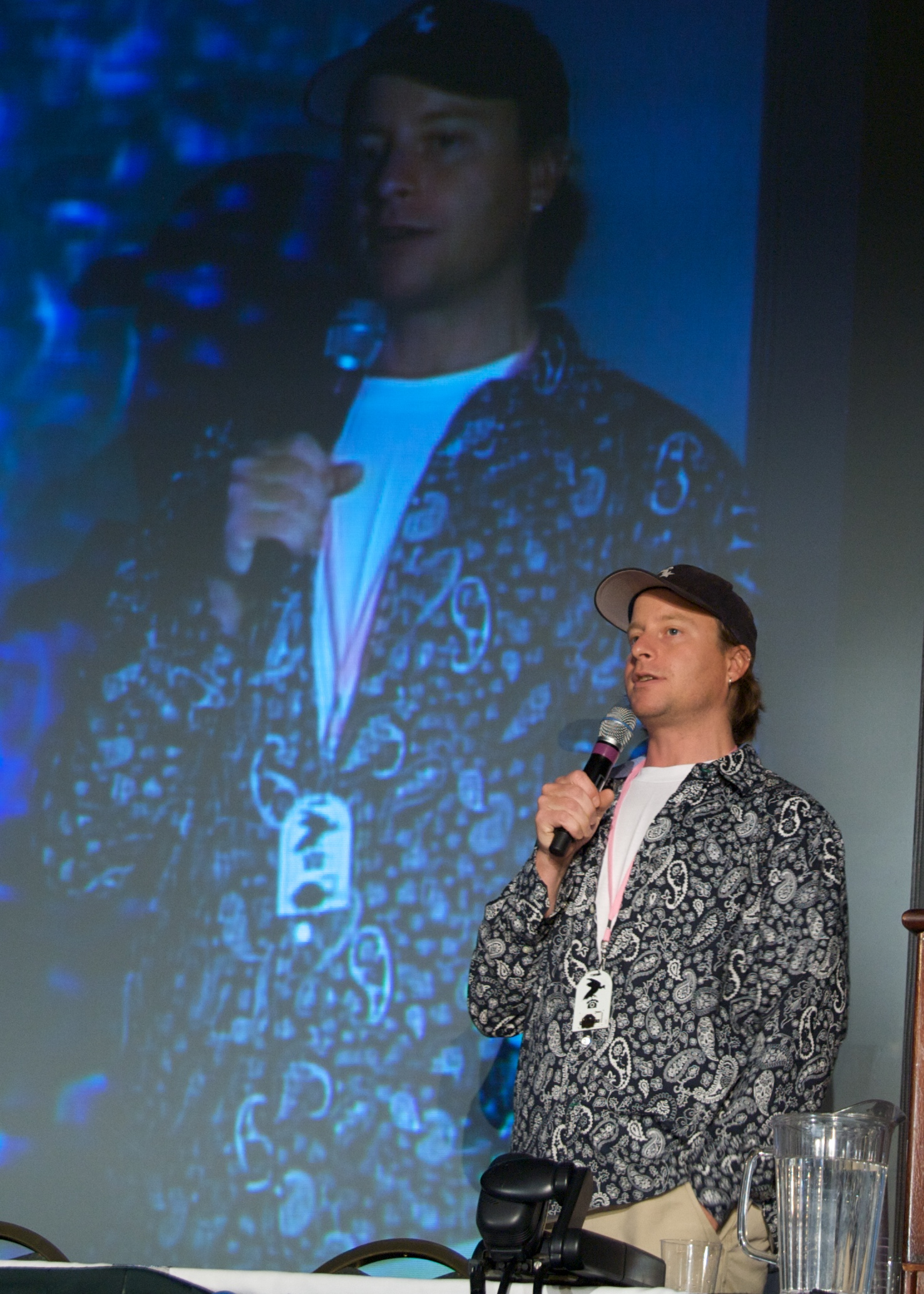
Lazlow Jones è uno degli autori delle pubblicità presenti in GTA III

In Grand Theft Auto III sono presenti dieci stazioni radio. Oltre ad Head Radio, già presente nei titoli precedenti, le emittenti radiofoniche del terzo titolo della serie sono Double Clef FM, K-Jah, Rise FM, Lips Radio DJ, Game FM, MSX FM, Flashback FM e Chatterbox FM. A queste si aggiunge, nelle versioni PC e Xbox la stazione radio personalizzata.
È presente una stazione radio interamente dedicata alla conversazione, ma composta interamente da finti dialoghi tra il pubblico e il conduttore, interpretato da Lazlow, autore insieme a Dan Houser delle pubblicità che vengono trasmesse a rotazione sulle varie emittenti. Di alcuni dei prodotti reclamizzati esiste un sito web fittizio realizzato dalla Rockstar Games, come PetsOvernight.com o Love Media, il conglomerato mediatico di proprietà di Donald Love, uno dei personaggi del videogioco.
In Grand Theft Auto III sono inoltre presenti riferimenti a stazioni radio non presenti nel gioco: Liberty FM, Liberty Soul FM e WLLC The Zone.

### Stazioni radio
Head Radio
Trasmette pop rock ed è condotta da Michael Hunt (Russ Mottia).
Tracce:
- Dil-Don't - Stripe Summer (Craig Conner)
- Whatever - Good Thing (Allan Walker, Craig Conner)
- Craig Gray - Fade Away (Stuart Ross)
- Conor and Jay - Change (Craig Conner)
- Frankie Fame - See Through You (Craig Conner)
- Scatwerk - Electronic Go Go (Stuart Ross)
- Dezma - Life Is But A Mere Supply (Craig Conner)

Double Clef FM
Trasmette musica opera ed è condotta da Morgan Merryweather (Gerry Cosgrove). Le registrazioni sono riprodotte per concessione di Opera d'Oro Records e Allegro Corporation. Alcuni brani sono eseguiti dall'Orchestra sinfonica nazionale della RAI guidata dai direttori Zubin Mehta, Francesco Molinari Pradelli, Carlo Maria Giulini e Massimo Pradella. Sono presenti le voci di Renata Scotto, Luciano Pavarotti e Piero Cappuccilli.
Tracce:
- Wolfgang Amadeus Mozart - Non più andrai farfallone amoroso da Le nozze di Figaro (eseguita da Sesto Bruscantini, Teresa Berganza con l'Orchestra e Coro di Roma della RAI, diretti da Zubin Mehta)
- Gaetano Donizetti - Chi mi frena in tal momento da Lucia di Lammermoor (eseguita da Renata Scotto, Luciano Pavarotti e Piero Cappuccilli con l'Orchestra Sinfonica e Coro di Torino della RAI, diretti da Francesco Molinari Pradelli)
- Giuseppe Verdi - Libiamo ne' lieti calici da La traviata (eseguita da Renata Scotto, José Carreras e Sesto Bruscantini, diretti da Nino Verchi)
- Wolfgang Amadeus Mozart - Fin ch'han dal vino da Don Giovanni (eseguita da Sesto Bruscantini, Nicolaj Ghiaurov e Alfredo Kraus con l'Orchestra e Coro di Roma della RAI, diretti da Carlo Maria Giulini)
- Giuseppe Verdi - La donna è mobile da Rigoletto (eseguita da Luciano Pavarotti e Renata Scotta con l'Orchestra e Coro del Teatro Comunale di Firenze, diretti da Carlo Maria Giulini)
- Giacomo Puccini - O mio babbino caro da Gianni Schicchi (eseguita da Tito Gobbi, Cecilia Fusco e Renzo Casellato con l'Orchestra e Coro di Milano della RAI, diretti da Massimo Pradella)

K-Jah
Trasmette musica dub ed è condotta dal dj Horace Walsh (Herman Stephens). Tutte le tracce sono degli Scientist ed estratte dall'album Scientist Rids the World of the Evil Curse of the Vampires.
Tracce:
- Scientist - Dance of The Vampires
- Scientist - The Mummy's Shroud
- Scientist - The Corpse Rises
- Scientist - Your Teeth In My Neck

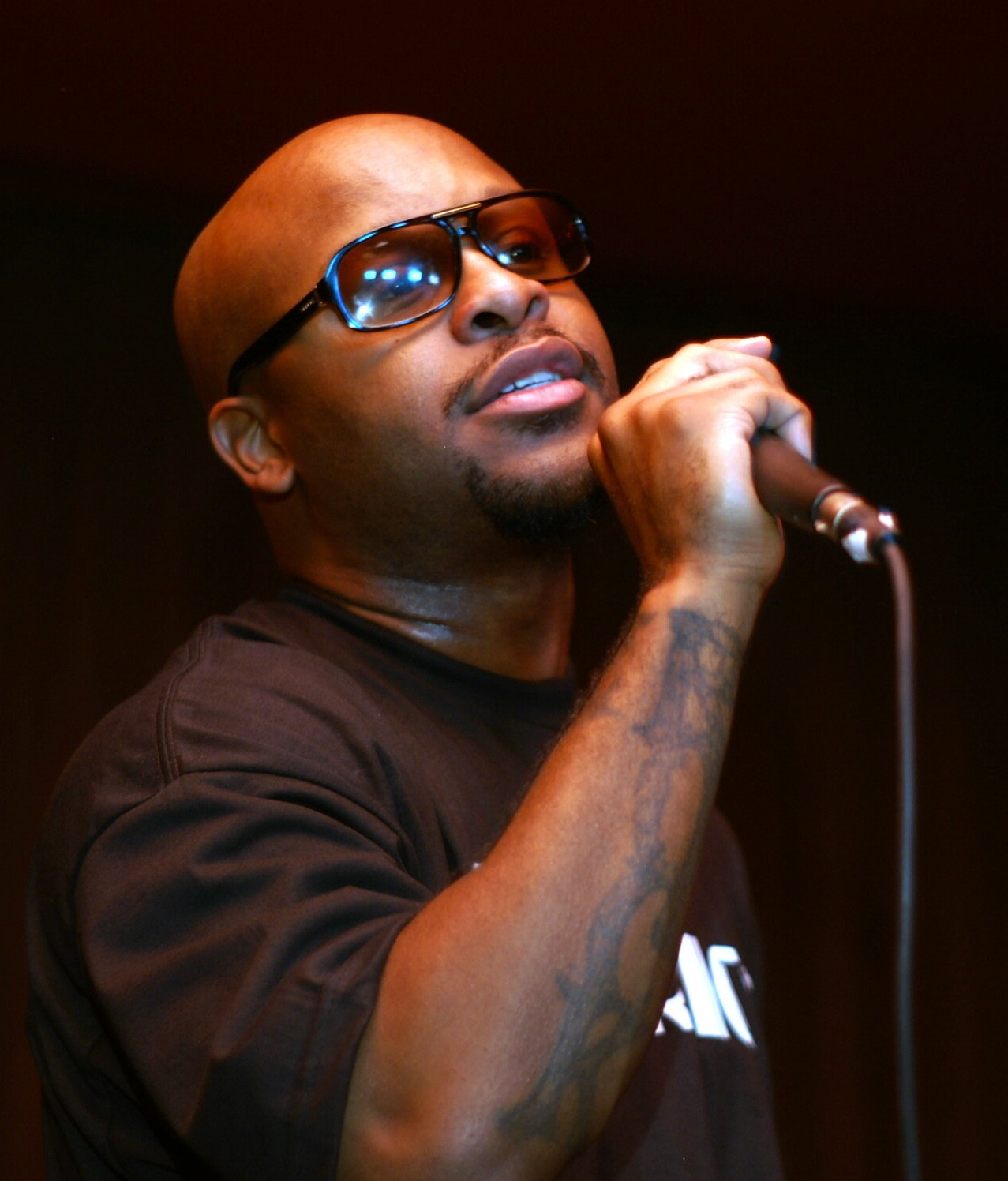
Royce Da 5'9" interpreta numerosi brani su Game Radio FM

- Scientist - Plague Of Zombies

Rise FM
Trasmette progressive trance ed è condotta da Andre the Accelerator. Le tracce sono mix di brani effettuati da Terry Donovan.
Tracce:
- Slyder - Neo (The One)
- Slyder - Score [Original Mix]
- Chris Walsh & Dave Beran - Shake [revolt clogrock remix]
- Shiver - Deep Time
- r.r.d.s. - Innerbattle

Lips 106
Trasmette musica pop ed è condotta da Andee (Shelley Miller). È la stazione preferita dalla Yakuza ed il suo sito ufficiale è LIPS106FM.com.
Tracce:
- Fatamarse - Bump To The Music (Craig Conner)
- April's in Paris - Feels Like I Just Can't Take No More (Craig Conner)
- Lucy - Forever (Stuart Ross)
- Boyz 2 Girls - Pray It Goes OK? (Craig Conner)
- Da Shootaz - Grand Theft Auto (Craig Conner)
- Funky BJs - Rubber Tip (Stuart Ross)

Game Radio FM
Trasmette musica hip hop ed è condotta da Stretch Armstrong e Lord Sear.
Tracce:
- Reef - Scary Movies (Instrumental)
- Royce Da 5'9" - We're Live (Danger)
- Nature - Nature Freestyle
- JoJo Pellegrino - JoJo Pellegrino Freestyle
- Royce Da 5'9" - Spit Game (feat. Pretty Ugly)
- Royce Da 5'9" - I'm The King
- Black Rob - By a Stranger
- Agallah - Rising To The Top (feat. Sean Price)

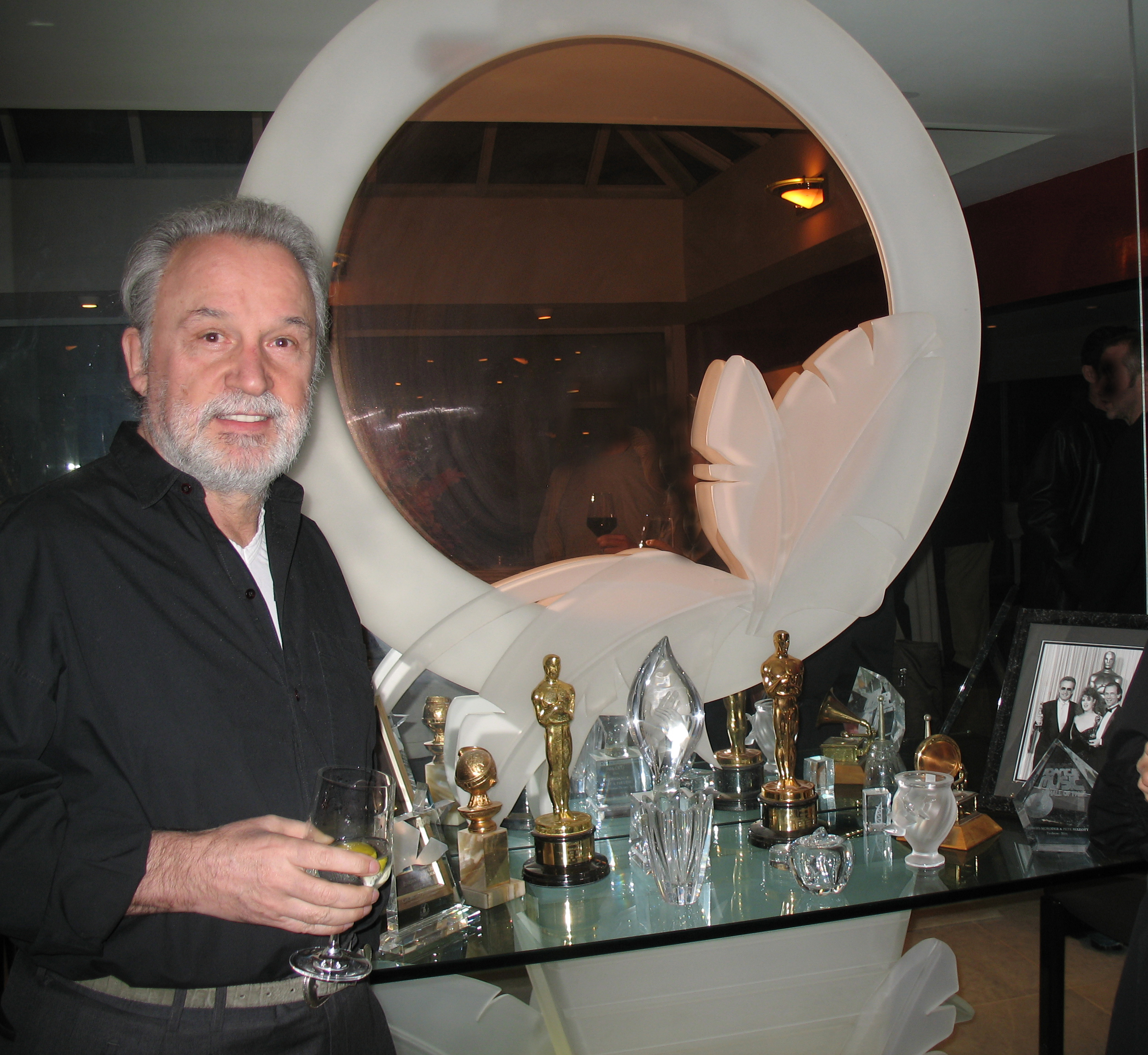
Giorgio Moroder ha curato la colonna sonora di Scarface, a cui è ispirato GTA: Vice City

- Rush - Instrumental Bed 1
- Rush - Instrumental Bed 2

MSX FM
Trasmette musica drum and bass ed è condotta da MC Codebreaker e Timecode. I brani provengono dall'album 01.1 di Rob Playford.
Tracce:
- Omni Trio - First Contact
- Aquasky - Spectre
- Rascal and Klone - Winner Takes All

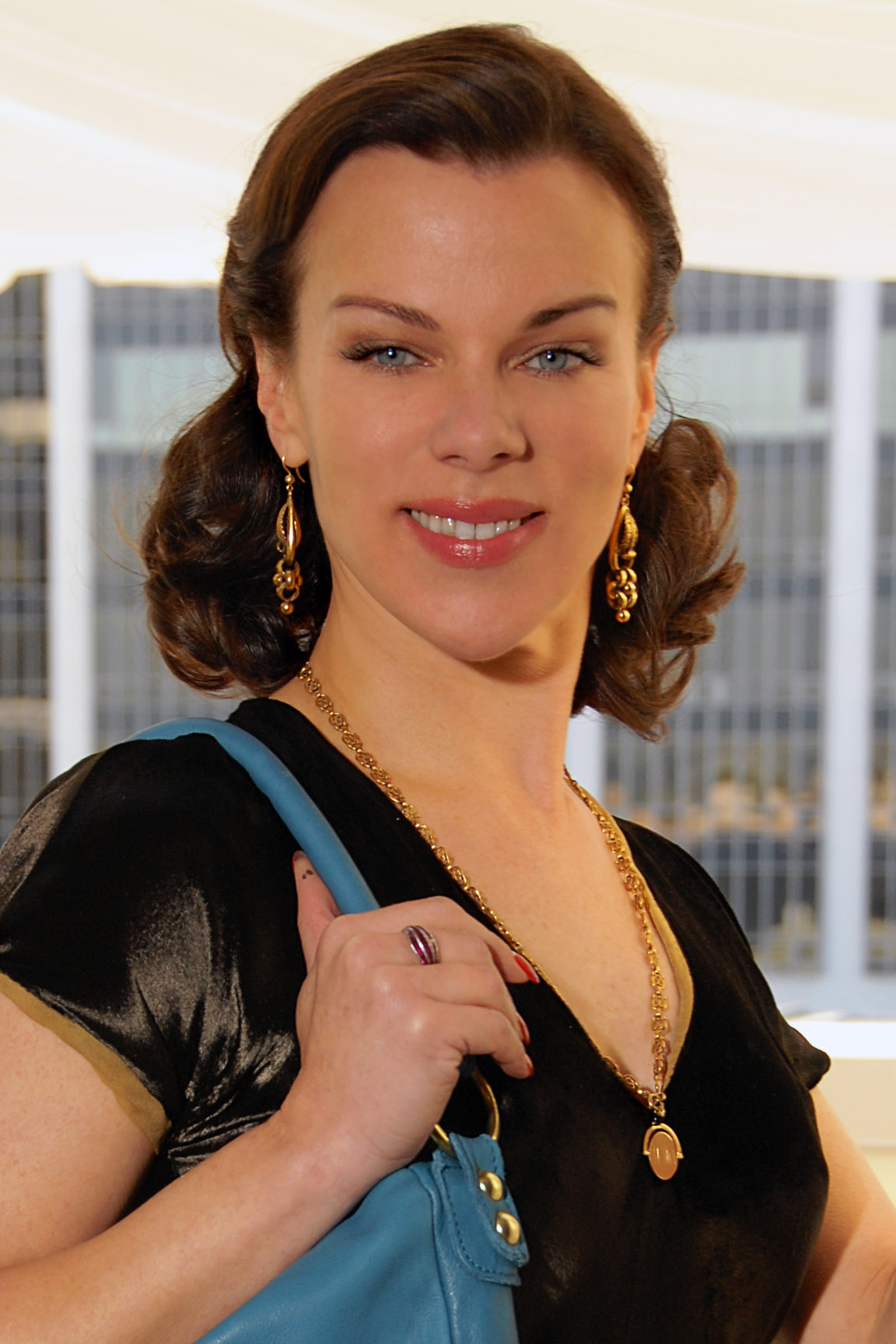
Oltre ad essere ospite di Chatterbox FM, l'attrice Debi Mazar è accreditata come doppiatrice di Maria

- TJ Rizing - Agent 007
- Calyx - Quagmire
- Rascal and Klone - Get Wild
- Ryme Tyme - Judgment Day

Flashback 95.6
Trasmette musica pop degli anni ottanta ed è condotta da Toni (Maria Chambers). Le tracce sono composte da Giorgio Moroder e fanno parte della colonna sonora di Scarface.
Tracce:
- Paul Engermann - Scarface (Push It To The Limit)
- Deborah Harry - Rush Rush
- Amy Holland - She's On Fire
- Elizabeth Daily - Shake It Up
- Elizabeth Daily - I'm Hot Tonight

Chatterbox FM
Fa parte delle stazioni radio appartenenti alla Love Media. Condotta da Lazlow, tra gli ospiti figurano DJ Rush e Debi Mazar.

## Grand Theft Auto: Vice City
In Grand Theft Auto: Vice City sono presenti nove differenti stazioni radiofoniche. È infatti possibile sintonizzarsi sulle emittenti Wildstyle, Flash FM, K-Chat, Fever 105, V-Rock, VCPR, Radio Espantoso, Emotion 98.3 e Wave 103.
La colonna sonora del videogioco è stata pubblicata nel 2002 in un cofanetto composto da 7 dischi. Ogni CD corrisponde a una differente radio: sono infatti escluse le emittenti K-Chat e VCPR (acronimo di Vice City Public Radio) che non trasmettono musica. Nel 2003 è stata distribuita la compilation Grand Theft Auto: Vice City OST – Greatest Hits con una selezione di 18 canzoni presenti nel videogioco.

### Grand Theft Auto: Vice City Official Soundtrack Box Set
Il box set è così composto:
- Volume 1: V-Rock
- Volume 2: Wave 103
- Volume 3: Emotion 98.3
- Volume 4: Flash FM
- Volume 5: Wildstyle Pirate Radio
- Volume 6: Fever 105
- Volume 7: Espantoso

Alcune canzoni presenti nel gioco non sono incluse nel cofanetto.

### Stazioni radio
V-Rock
Trasmette musica rock, hard rock e heavy metal ed è condotta da Lazlow Jones. Oltre a canzoni di gruppi musicali noti, include due brani dei Love Fist, band fittizia presente nel videogioco. Le canzoni sono composte da Allan Walker.
Tracce:
- Twisted Sister - I Wanna Rock
- Mötley Crüe - Too Young to Fall in Love
- Quiet Riot - Cum On Feel the Noize
- The Cult - She Sells Sanctuary
- Ozzy Osbourne - Bark at the Moon
- Rockstar's Love Fist - Dangerous Bastard
- Iron Maiden - 2 Minutes to Midnight
- Loverboy - Working for the Weekend
- Alcatrazz - God Blessed Video
- Tesla - Cumin' Atcha Live
- Autograph - Turn Up the Radio
- Megadeth - Peace Sells
- Anthrax - Madhouse
- Slayer - Raining Blood
- Judas Priest - You've Got Another Thing Comin'
- Rockstar's Love Fist - Fist Fury
- David Lee Roth - Yankee Rose

Wave 103
Trasmette musica new wave ed è condotta da Adam First (Jamie Canfield)
Tracce:
- Frankie Goes to Hollywood - Two Tribes
- Sigue Sigue Sputnik - Love Missile F1-11
- Gary Numan - Cars
- The Human League - (Keep Feeling) Fascination
- Blondie - Atomic
- Nena - 99 Luftballons
- Kim Wilde - Kids in America
- Tears for Fears - Pale Shelter
- Corey Hart - Sunglasses at Night'
- ABC - Poison Arrow
- A Flock of Seagulls - I Ran (So Far Away)
- The Psychedelic Furs - Love My Way
- Animotion - Obsession
- Spandau Ballet - Gold
- Thomas Dolby - Hyperactive!
- Romeo Void - Never Say Never

Emotion 98.3
Trasmette musica power ballad ed è condotta da Fernando Martinez (Frank Chavez).
Tracce:
- Foreigner - Waiting for a Girl Like You
- Kate Bush - Wow
- Squeeze - Tempted
- REO Speedwagon - Keep on Loving You
- Cutting Crew - (I Just) Died in Your Arms
- Roxy Music - More than This
- Toto - Africa
- Mr. Mister - Broken Wings
- John Waite - Missing You
- Jan Hammer - Crockett's Theme
- Night Ranger - Sister Christian
- Luther Vandross - Never Too Much

Flash FM
Trasmette musica pop ed è condotta da Toni (Maria Chambers).
Tracce:
- Hall & Oates - Out of Touch
- Wang Chung - Dance Hall Days
- Michael Jackson - Billie Jean
- Laura Branigan - Self Control
- Go West - Call Me
- INXS - Kiss the Dirt (Falling Down the Mountain)
- Bryan Adams - Run to You
- Electric Light Orchestra - Four Little Diamonds
- Yes - Owner of a Lonely Heart
- The Buggles - Video Killed the Radio Star
- Aneka - Japanese Boy
- Talk Talk - Life's What You Make It
- The Outfield - Your Love
- Joe Jackson - Steppin' Out
- The Fixx - One Thing Leads to Another
- Lionel Richie - Running with the Night

Wildstyle
Trasmette musica hip hop ed è condotta da Mr. Magic.
Tracce:
- Trouble Funk - Pump Me Up
- Davy DMX - One for the Treble
- Cybotron - Clear
- Hashim - Al-Naafiysh (The Soul)
- Herbie Hancock - Rockit
- Afrika Bambaataa - Looking for the Perfect Beat (feat. Soulsonic Force)
- 2 Live Crew - Get It Girl
- Run-D.M.C. - Rock Box
- Mantronix - Bassline
- Tyrone Brunson - The Smurf
- Whodini - Magic's Wand
- Zapp & Roger - More Bounce to the Ounce
- Grandmaster Flash and The Furious Five - The Message
- Kurtis Blow - The Breaks
- Man Parrish - Hip Hop Be Bop (Don't Stop)

Fever 105
Trasmette musica disco ed è condotta da Oliver Biscuit (Julius Dyson).
Tracce:
- The Whispers - And the Beat Goes On
- Fat Larry's Band - Act Like You Know
- Oliver Cheatham - Get Down Saturday Night
- The Pointer Sisters - Automatic
- René & Angela - I'll Be Good
- Mary Jane Girls - All Night Long
- Rick James - Ghetto Life
- Michael Jackson - Wanna Be Startin' Somethin'
- Evelyn King - Shame
- Teena Marie - Behind the Groove
- Mtume - Juicy Fruit
- Kool & The Gang - Summer Madness
- Indeep - Last Night a DJ Saved My Life

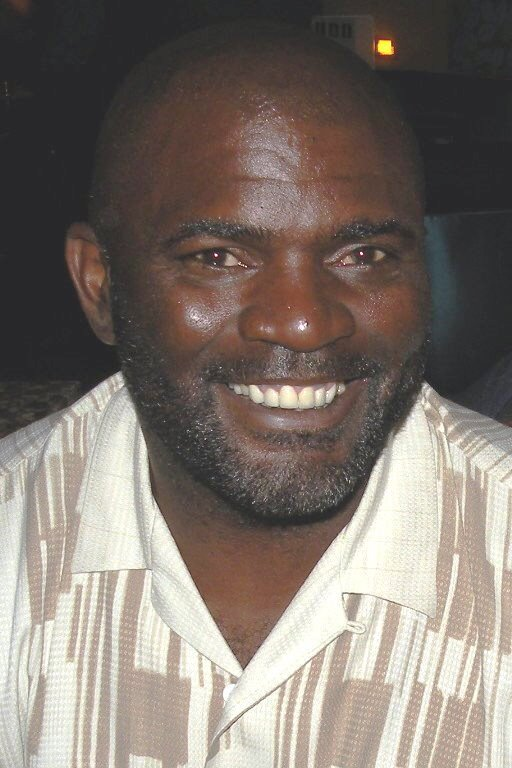
Il giocatore di football americano Lawrence Taylor è il doppiatore di BJ Smith, personaggio presumibilmente ispirato a O.J. Simpson

Espantoso
Trasmette latin jazz ed è condotta da Pepe (Tony Chiroldes).
Tracce:
- Cachao - A Gozar Con Mi Combo
- Alpha Banditos - The Bull is Wrong
- Tres Apenas Como Eso - Yo Te Miré
- Deodato - Latin Flute
- Mongo Santamaría - Mama Papa Tu
- Mongo Santamaría - Me and You Baby (Picao y Tostao)
- Machito - Mambo Mucho Mambo
- Unaesta - La Vida Es Una Lenteja
- Lonnie Liston Smith - Expansions
- Irakere - Anunga Nunga
- Deodato - Super Strut
- Xavier Cugat - Jamay
- Benny Moré - Maracaibo Oriental
- Tito Puente - Mambo Gozón

K-Chat
È condotta da Amy Sheckenhausen (Leyna Weber). Ospita telefonate ed interventi di numerosi personaggi di Vice City, tra cui Jezz Torrent, cantante dei Love Fist, e BJ Smith (Lawrence Taylor).
VCPR
Pressing Issues è l'unico talk show trasmesso da VCPR, condotto da Maurice Chavez (Philip Anthony-Rodriguez).

## Grand Theft Auto: San Andreas
In Grand Theft Auto: San Andreas sono presenti undici emittenti radiofoniche. Le stazioni radio sono le seguenti: Playback, K-Rose, Bounce FM, K-DST, Radio Los Santos, Radio X, CSR 103.9, Master Sounds 98.3, K-JAH Radio West, SF-UR e WCTR.
La colonna sonora del videogioco è stata pubblicata nel 2004 in un cofanetto da 8 dischi. Sono escluse dal box set le stazioni SF-UR e WCTR, mentre il secondo CD ospita i brani delle radio Playback FM e Radio Los Santos.
All'interno dei palinsesti sono presenti numerosi spot pubblicitari, molti dei quali fanno riferimento a località, eventi, attività commerciali o prodotti presenti nel gioco. Alcuni esempi dotati di finti siti web sono l'Epsilon Program, il Cluckin' Bell, l'Inversion Therapy e l'eXsorbeo.
Tra gli ospiti delle radio Bounce FM e Radio Los Santos figura l'attrice Nina Siemaszko.

### Grand Theft Auto: San Andreas Official Soundtrack Box Set
Il box set è così composto:
- Volume 1: Bounce FM
- Volume 2: Playback FM/Radio Los Santos
- Volume 3: Master Sounds 98.3
- Volume 4: K-Rose
- Volume 5: CSR 103.9
- Volume 6: K-Jah West
- Volume 7: K-DST
- Volume 8: Radio X

### Stazioni radio
Bounce FM
Trasmette musica funk ed è condotta da The Funktipus (George Clinton).
Tracce:
- Zapp - I Can Make You Dance
- Kool & The Gang - Hollywood Swinging
- Ohio Players - Love Rollercoaster
- Rick James - Cold Blooded
- Maze - Twilight
- Fatback Band - Yum Yum (Gimme Some)
- The Isley Brothers - Between the Sheets
- Ronnie Hudson & The Street People - West Coast Poplock
- Lakeside - Fantastic Voyage
- George Clinton - Loopzilla (Broadcast Version)
- Dazz Band - Let It Whip
- Cameo - Candy
- MFSB - Love Is The Message
- Ohio Players - Funky Worm
- Johnny Harris - Odyssey
- Roy Ayers - Running Away
- The Gap Band - You Dropped a Bomb on Me

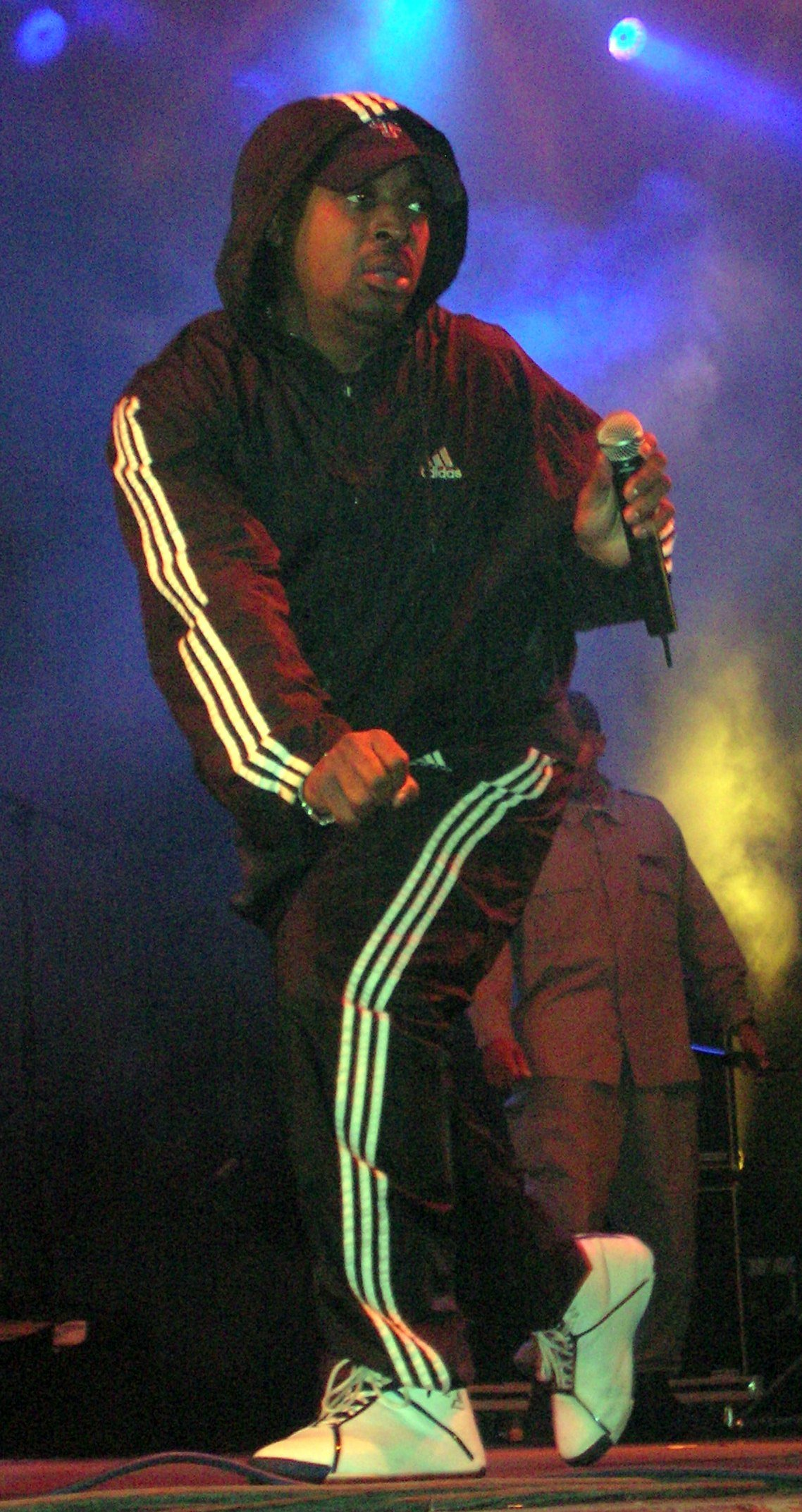
Chuck D presta la voce a Forth Right MC

Playback FM
Trasmette musica hip hop ed è condotta da Forth Right MC (Chuck D).
Tracce:
- Kool G Rap & D.J. Polo - Road to the Riches
- Big Daddy Kane - Warm It Up, Kane
- Spoonie Gee - The Godfather
- Masta Ace - Me & the Biz
- Slick Rick - Children's Story
- Public Enemy - Rebel Without a Pause
- Eric B. & Rakim - I Know You Got Soul
- Rob Base and DJ E-Z Rock - It Takes Two
- Gang Starr - B.Y.S.
- Biz Markie - Vapors
- Brand Nubian - Brand Nubian
- Ultramagnetic MC's - Critical Beatdown

Radio Los Santos
Trasmette hip hop ed è condotta da Julio G.
Tracce:
- 2Pac - I Don't Give a Fuck (feat. Pogo)
- Compton's Most Wanted - Hood Took Me Under
- Dr. Dre - Nuthin' But a "G" Thang (feat. Snoop Dogg)
- Too Short - The Ghetto
- N.W.A - Alwayz Into Somethin'
- Ice Cube - Check Yo Self (The Message Remix)
- Kid Frost - La Raza
- Cypress Hill - How I Could Just Kill a Man
- Dr. Dre - Fuck wit Dre Day
- The D.O.C. - It's Funky Enough
- N.W.A - Express Yourself
- Ice Cube - It Was a Good Day
- Eazy-E - Eazy-Er Said Than Dunn
- Above the Law - Murder Rap
- Dr. Dre - Deep Cover (feat. Snoop Dogg)
- Da Lench Mob - Guerillas in tha Mist

Master Sounds 98.3
Trasmette musica groove ed è condotta da Johnny Parkinson (Ricky Harris).
Tracce:
- Charles Wright & the Watts 103rd Street Rhythm Band - Express Yourself
- Maceo & the Macks - Cross The Tracks (We Better Go Back)
- Harlem Underground Band - Smokin' Cheeba Cheeba
- The Chakachas - Jungle Fever
- Bob James - Nautilus
- Booker T. & the M.G.'s - Green Onions
- The Blackbyrds - Rock Creek Park
- Bobby Byrd - Hot Pants - I'm Coming, I'm Coming, I'm Coming
- James Brown - Funky President
- Lyn Collins - Rock Me Again and Again
- Maceo & the Macks - Soul Power '74
- Bobby Byrd - I Know You Got Soul
- James Brown - The Payback
- Lyn Collins - Think (About It)
- The J.B.'s - The Grunt
- War - Low Rider
- Gloria Jones - Tainted Love
- Sir Joe Quarterman & Free Soul - (I Got) So Much Trouble in My Mind

K-Rose
Trasmette musica country ed è condotta da Mary-Beth Maybell (Riette Burdick).
Tracce:
- Jerry Reed - Amos Moses
- Conway Twitty & Loretta Lynn - Louisiana Woman, Mississippi Man
- Hank Williams - Hey Good Lookin'
- Juice Newton - Queen of Hearts
- The Statler Brothers - New York City
- Asleep at the Wheel - The Letter That Johnny Walker Read
- Desert Rose Band - One Step Forward
- Willie Nelson - Crazy
- Patsy Cline - Three Cigarettes (In an Ashtray)
- The Statler Brothers - Bed of Rose's
- Mickey Gilley - Make The World Go Away
- Ed Bruce - Mamas Don't Let Your Babies Grow Up to Be Cowboys
- Merle Haggard - Always Wanting You
- Whitey Shafer - All My Exes Live in Texas
- Eddie Rabbitt - I Love A Rainy Night

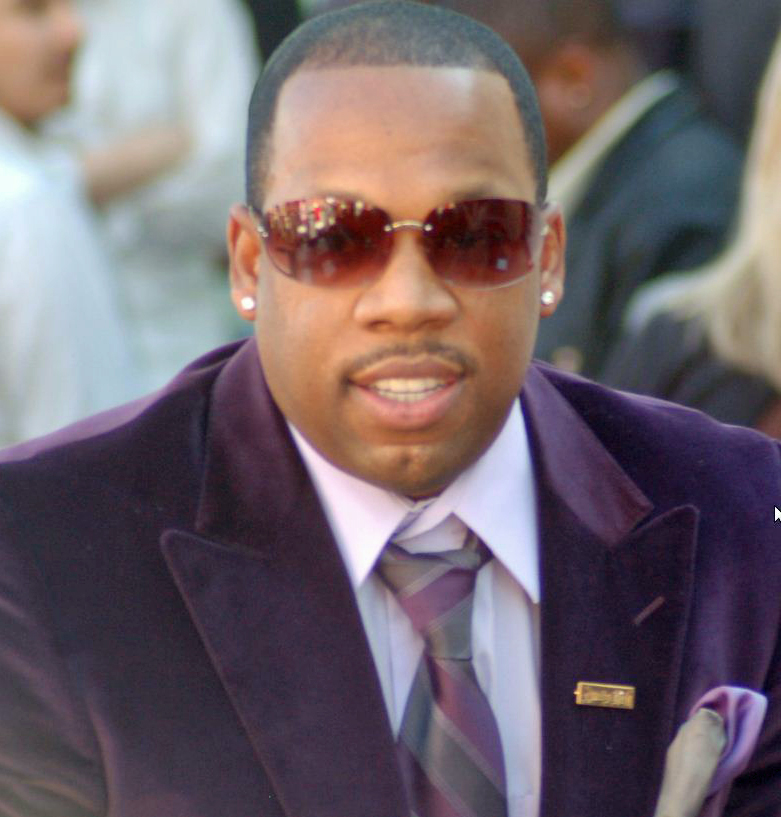
La voce di Phillip Michaels è di Michael Bivins

CSR 103.9
Contemporary Soul Radio trasmette musica soul. È condotta da Phillip Michaels (Michael Bivins).
Tracce:
- SWV - I'm So Into You
- Soul II Soul - Keep on Movin'
- Samuelle - So You Like What You See
- En Vogue - My Lovin' (You're Never Gonna Get It)
- Johnny Gill - Rub You the Right Way
- Ralph Tresvant - Sensitivity
- Guy - Groove Me
- Aaron Hall - Don't Be Afraid
- Boyz II Men - Motownphilly
- Bell Biv DeVoe - Poison
- Today - I Got the Feeling
- Wrecks-N-Effect - New Jack Swing
- Bobby Brown - Don't Be Cruel

K-Jah West
Trasmette musica reggae ed è condotta da Marshall Peters e Johnny Lawton (Lowell "Sly" Dunbar e Robert "Robbie" Shakespeare).
Tracce:
- Black Harmony - Don't Let it Go to Your Head
- Blood Sisters - Ring My Bell
- Shabba Ranks - Wicked Inna Bed
- Buju Banton - Batty Rider
- Augustus Pablo - King Tubby Meets Rockers Uptown
- Dennis Brown - Revolution
- Willie Williams - Armagideon Time
- I-Roy - Sidewalk Killer
- Toots & the Maytals - Funky Kingston
- Dillinger - Cocaine in My Brain
- Toots & the Maytals - Pressure Drop
- The Pliers - Bam Bam
- Barrington Levy - Here I Come
- Reggie Stepper - Drum Pan Sound
- Black Uhuru - Great Train Robbery
- Max Romeo & The Upsetters - Chase the Devil

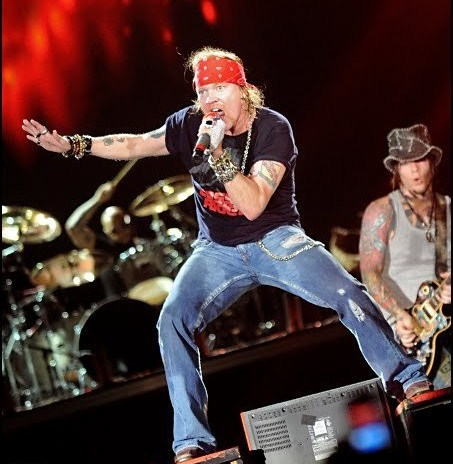
Axl Rose è accreditato come voce di Tommy Smith e autore di Welcome to the Jungle, che viene trasmessa da Radio X

K-DST
Trasmette musica rock ed è condotta da Tommy Smith (Axl Rose).
Tracce:
- Foghat - Slow Ride
- Creedence Clearwater Revival - Green River
- Heart - Barracuda
- Kiss - Strutter
- Toto - Hold the Line
- Rod Stewart - Young Turks
- Tom Petty - Runnin' Down a Dream
- Joe Cocker - Woman to Woman
- Humble Pie - Get Down to it
- Grand Funk Railroad - Some Kind of Wonderful
- Lynyrd Skynyrd - Free Bird
- America - A Horse with No Name
- The Who - Eminence Front
- Boston - Smokin'
- David Bowie - Somebody Up There Likes Me
- Eddie Money - Two Tickets to Paradise
- Billy Idol - White Wedding

Radio X
Trasmette musica alternative rock ed è condotta da Sage (Jodie Shawback)
Tracce:
- Helmet - Unsung
- Depeche Mode - Personal Jesus
- Faith No More - Midlife Crisis
- Danzig - Mother
- Living Colour - Cult of Personality
- Primal Scream - Movin' on Up
- Guns N' Roses - Welcome to the Jungle
- L7 - Pretend We're Dead
- Ozzy Osbourne - Hellraiser
- Soundgarden - Rusty Cage
- Rage Against the Machine - Killing in the Name
- Jane's Addiction - Been Caught Stealing
- The Stone Roses - Fools Gold
- Alice in Chains - Them Bones
- Stone Temple Pilots - Plush

SF-UR
San Fierro Underground Radio trasmette musica house ed è condotta da Hans Oberlander (Lloyd Floyd).
Tracce:
- Jomanda - Make My Body Rock
- 808 State - Pacific 202
- The Todd Terry Project - Weekend
- Nightwriters - Let The Music (Use You)
- Marshall Jefferson - Move Your Body
- Maurice - This Is Acid
- Mr. Fingers - Can You Feel It?
- A Guy Called Gerald - Voodoo Ray
- Cultural Vibe - Ma Foom Bey
- CeCe Rogers - Someday
- Robert Owens - I'll Be Your Friend
- Frankie Knuckles - Your Love
- Joe Smooth - Promised Land
- The 28th Street Crew - I Need a Rhythm
- Raze - Break 4 Love
- Fallout - The Morning After

WCTR
West Coast Talk Radio trasmette notiziari, programmi sportivi, di intrattenimento e talk politici.

## Grand Theft Auto: Liberty City Stories
Grand Theft Auto: Liberty City Stories è ambientato a Liberty City nel 1998, tre anni prima degli eventi di Grand Theft Auto III. Per questo motivo i due titoli condividono alcune delle dieci stazioni presenti nel gioco. Le emittenti radiofoniche presenti sono LCFR, Head Radio, Lips 106, Double Clef FM, Rise FM, Radio Del Mundo, K-Jah, The Liberty Jam, MSX 98 e Flashback FM.
Oltre alle tracce trasmesse, sono presenti nel gioco i brani "A Dark March" di Danger Mouse, "Japanese Geisha" di Sonia Slany e "The Heist" di Bugz in the Attic.

### Stazioni radio
LCFR
Ospita numerosi programmi radiofonici, tra cui Chatterbox, condotto da Lazlow. Lo show Electron Zone Radio presenta un sito web fittizio.
Head Radio
È condotta da Michael Hunt (Russ Mottla). Come nei titoli precedenti, la maggior parte dei brani è creato dagli autori del gioco, in particolare da Craig Conner, utilizzando nomi di band fittizie.
Tracce
- Conor & Jay - Train (Craig Connor, Julie Wemyss)
- Cloud Nineteen - The One For Me (Will Morton)
- Purser - Take The Pain (Will Morton, Chris Morton)
- L. Marie - Free Yourself (feat. Raff) (Craig Conner)
- 15 Ways - Drive (Colin Entwistle)
- Rosco Stow - Welcome to the Real World (Craig Conner)
- Vanilla Smoothie - Keep Dreaming (Alastair MacGregor)

Lips 106
È condotta da Cliff Lane (Ed McMann) e Andee (Shelley Miller). Analogamente ad Head Radio, gli artisti e le tracce sono appositamente ideate per il videogioco.
Tracce
- Rudy LaFontaine - Funk in Time (Jon McCavish)
- Sawaar - Love is the Feeling (Craig Conner, Julie Wemyss)
- Sunshine Shine - Mine Until Monday (Will Morton)
- Credit Check - Get Down (Alastair MacGregor)
- Cool Timers - Tonight (Craig Conner)
- Nina Barry - Bassmatic (Jon McCavish)
- The Jackstars - Into Something (C'mon Get Down) (Craig Conner).

Double Clef FM
È condotta da Sergio Boccino (Robert Blumenfeld). Viene eseguita sulle vetture associate alle gang mafiose.
Tracce
- Giuseppe Verdi - Vedi le fosche notturne spoglie da Il trovatore
- Giuseppe Verdi - Tacea la notte placida da Il trovatore
- Giuseppe Verdi - Va, pensiero da Nabucco
- Wolfgang Amadeus Mozart - È amore un ladroncello da Così fan tutte
- Wolfgang Amadeus Mozart - Ouverture da Le nozze di Figaro
- Ruggero Leoncavallo - Vesti la giubba da Pagliacci

Rise FM
È condotta da Boy Sanchez (Oliver Vuquer). È associata alla gang Yardies.
Tracce
- Moloko - Sing It Back (Boris Musical Mix)
- Ultra Naté - Free
- Happy Clappers - I Believe
- Eddie Amador - House Music
- Kristine W - Feel What You Want
- De'Lacy - Hideaway 1998 (Deep Dish Vocal Remix)
- Sneaker Pimps - Spin Spin Sugar (Armand's Dark Garage mix)
- Jaydee - Plastic Dreams
- Ron Trent - Altered States
- The Absolute - There Will Come A Day (HalfTab Dub) (feat. Suzanne Palmer)
- Slam - Positive Education
- Green Velvet - Flash
- Robert Armani - Circus Bells (Hardfloor Remix)
- Josh Wink - Higher State of Consciousness

Radio Del Mundo
È condotta da Panjit Gavaskar (Hajaz Akram). È la stazione radio che si può ascoltare sui taxi di Liberty City.
Tracce
- Ananda Shankar - Raghupati (Folk Tune)
- Asha Bhosle - Dum Maro Dum
- Vijaya Anand - Neeve Nanna (Only You Were Mine)
- Natacha Atlas - Kidda
- Farid El Attrach - Hebeena Hebeena
- Ahmed Mneimneh - Aini Bet Ref
- Ofra Haza - Im Nin'Alu
- Samira Tawfic - Ballaa Tsoubou Hul Kahwa
- Salatin El Tarab Orchestra - Ah Ya Zein
- Michel Nahme - Marmara
- Mohamad Hussein - Mariam Mariamti
- Mohamed Eskander - La Tisalouni

K-Jah
È condotta da Natalee Walsh Davis (Pascale Armand).
Tracce
- Selah Collins - Pick A Sound
- Errol Berrot - What A Wonderful Feeling
- Kenny Knots - Watch How The People Dancing
- Richie Davis - Lean Boot
- Peter Rouncer - Ready For The Dancehall Tonight
- Richie Davis - You Ha Fe Cool
- Kenny Knots - Ring My Number
- Kenny Knots - Run Come, Call Me

The Liberty Jam
È condotta da DJ Clue.
Tracce
- Method Man - All I Need
- Mobb Deep - Shook Ones Pt. II
- Raekwon - Incarcerated Scarfaces
- Noreaga - N.O.R.E.
- Onyx - Shut 'Em Down (Remix) (feat. Noreaga, Big Pun)
- Big Pun - Beware
- Big Pun - Twinz (Deep Cover '98)
- DMX - Get At Me Dog (feat. Sheek of The Lox)
- DMX - Ruff Ryders' Anthem (Remix) (feat. DJ Clue, Jadakiss, Styles P, Drag-On, Eve)
- Redman - Do What Ya Feel (feat. Method Man)
- The Lox & Black Rob - Chain Gang Freestyle
- The Lox - Chest2chest Freestyle

MSX 98
È condotta da MC Codebreaker e Timecode.
Tracce
- Omni Trio - Renegade Snares
- Renegade - Terrorist
- Foul Play - Finest Illusion (Legal Mix)
- Omni Trio - Living For The Future (FBD Project Remix)
- DJ Pulse - Stay Calm (Foul Play Remix)
- Hyper-On Experience - Disturbance (Tango Remix)
- Higher Sense - Cold Fresh Air
- Omni Trio - Living For The Future
- Omni Trio - Thru The Vibe (2 on 1 Mix)
- Deep Blue - The Helicopter Tune
- Dead Dred - Dred Bass

Flashback FM
È condotta da Reni Wassulmaier (Barbara Rosenblatt). Tutti i brani sono di Giorgio Moroder, accreditato come "Giorgio". "Chase" è il tema principale del film Fuga di mezzanotte.
Tracce
- Giorgio Moroder - I Wanna Rock You
- Giorgio Moroder - E=MC²
- Giorgio Moroder - From Here to Eternity
- Giorgio Moroder - Chase
- Giorgio Moroder - First Hand Experience in Second Hand Love
- Giorgio Moroder - I'm Left, You're Right, She's Gone

## Grand Theft Auto: Vice City Stories
Analogamente a quanto avvenuto con Grand Theft Auto: Liberty City Stories, Grand Theft Auto: Vice City Stories è ambientato a Vice City nel 1984, due anni prima degli eventi di Grand Theft Auto: Vice City. Delle nove stazioni radio presenti nel gioco, tre sono assenti nel videogioco precedente: Fresh FM 105, Paradise FM e VCFL. Le emittenti rimanenti sono V-Rock, Flash 105, Emotion 98.3, Wave 103, Radio Espantoso e VCPR.
Le tracce del gioco sono state distribuite su iTunes e Urge. Il tema principale è "Vice Squad" di Stuart Hart, Steven Stern e Thomas Hirschmann.

### Stazioni radio
V-Rock
È condotta da Couzin Ed e Lazlow.
Tracce:
- Dio – Holy Diver
- Queensrÿche – Queen of the Reich
- Kiss – Lick It Up
- Dokken – Breaking the Chains
- Autograph – All I'm Gonna Take
- Accept – Balls to the Wall
- Scorpions – Rock You Like a Hurricane
- Krokus – Long Stick Goes Boom
- Ted Nugent – Stranglehold
- Ratt – Round and Round
- Judas Priest – Electric Eye
- Mötley Crüe – Looks That Kill
- Quiet Riot – Metal Health (Bang Your Head)

Flash FM
È condotta da Teri (Zan Aron) e Toni (Maria Chambers).
Tracce:
- Laura Branigan – Gloria
- Rick Springfield – Human Touch
- INXS – The One Thing
- Philip Bailey – Easy Lover
- Scandal – The Warrior
- Alison Moyet – Love Resurrection
- The Alan Parsons Project – Games People Play
- Hall & Oates – Family Man
- Pat Benatar – Love Is a Battlefield
- Nik Kershaw – Wouldn't It Be Good
- Phil Oakey & Giorgio Moroder – Together In Electric Dreams
- Talk Talk – It's My Life (Extended version)
- Missing Persons – Destination Unknown
- Wang Chung – Don't Let Go
- Gino Vannelli – Appaloosa
- Genesis – Turn It on Again
- Blancmange – Living on the Ceiling
- Paul Young – Come Back and Stay

Emotion 98.3
È condotta da Lionel Makepeace (Steve Stratton)
Tracce:
- The Motels – Only the Lonely
- 10cc – I'm Not in Love
- Quarterflash – Harden My Heart
- Toto – Make Believe
- Elkie Brooks – Fool If You Think It's Over
- The Passions – I'm in Love with a German Film Star
- Foreigner – I Want to Know What Love Is
- The Assembly – Never Never
- Pat Benatar – We Belong
- The Pretenders – Private Life
- Phil Collins – In the Air Tonight
- Roxy Music – Avalon
- Eddie Money – Baby Hold On
- Rainbow – Stone Cold
- Giuffria – Call To The Heart
- Art of Noise – Moments in Love
- Dan Hartman – I Can Dream About You

Fresh FM
È condotta da Luke Campbell.
Tracce:
- Afrika Bambaataa & The Soul Sonic Force – Renegades of Funk
- Jonzun Crew – Pack Jam
- Run D.M.C. – It's Like That
- Planet Patrol – Play at Your Own Risk
- Egyptian Lover – Egypt, Egypt
- Art of Noise – Beat Box (Extended Version)
- Man Parrish – Boogie Down Bronx
- Rock Master Scott & the Dynamic Three – Request Line
- Midnight Star – Freak-a-Zoid
- Whodini – Freaks Come Out at Night

Paradise FM
Emittente radiofonica priva di deejay.
Tracce:
- Unlimited Touch – I Hear Music in the Streets
- Plunky & the Oneness of Juju – Everyway But Loose (Larry Levan Remix)
- Geraldine Hunt – Can't Fake the Feeling
- Raw Silk – Do It to the Music
- Jimmy Bo Horne – Is It In
- Exodus – Together Forever
- Jackie Moore – This Time Baby
- Class Action – Weekend (Tonight Is Party Time)
- Gwen Guthrie – It Should Have Been You
- Thelma Houston – You Used to Hold Me So Tight
- Sister Sledge – Lost in Music (Special 1984 Nile Rodgers Mix)
- Donald Byrd – Love Has Come Around

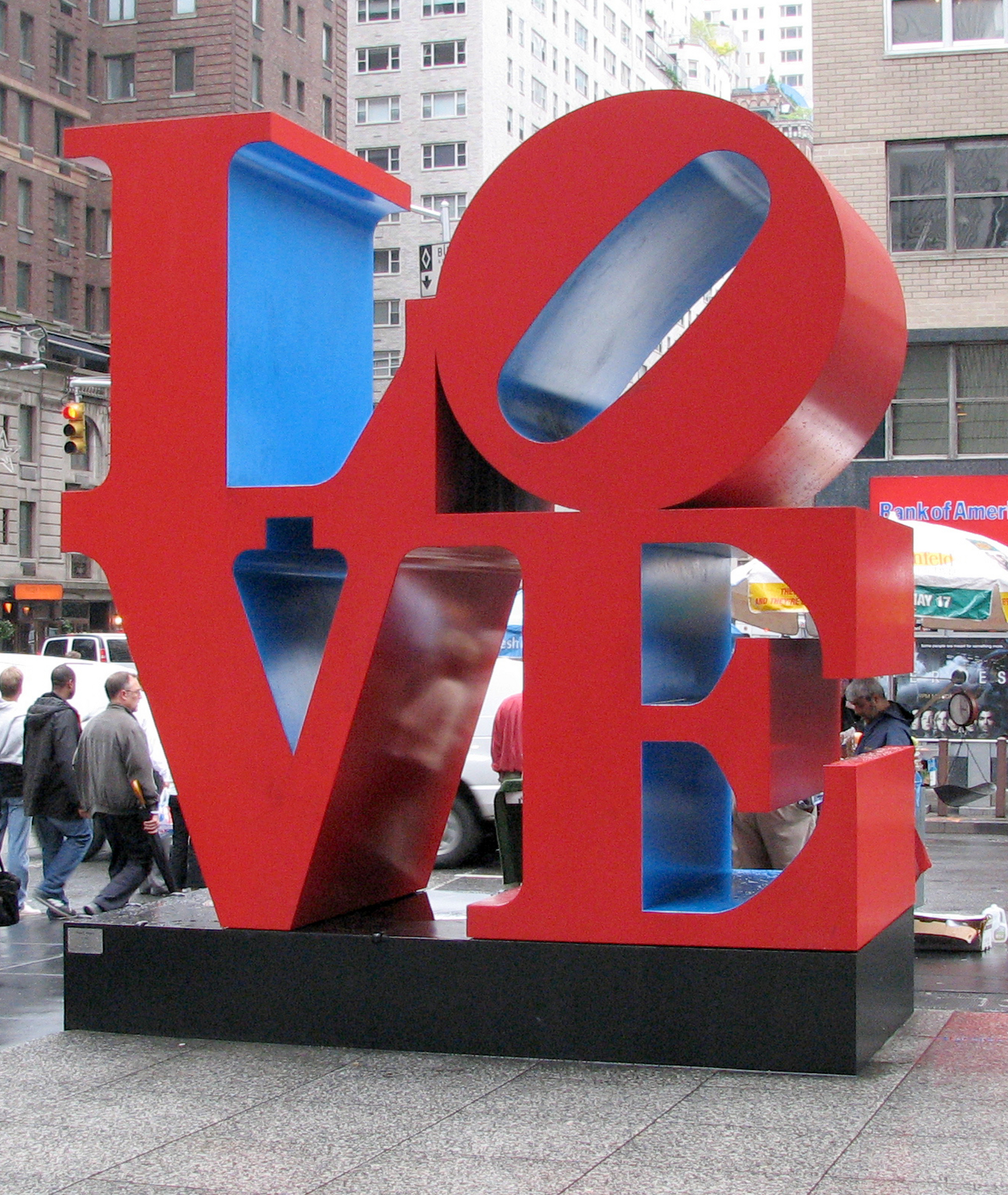
Il logo di VCFL ricorda LOVE di Robert Indiana

- Change – The Glow of Love

VCFL
Vice City For Lovers è condotta da Tina Jane (Pat Floyd).
Tracce:
- Marvin Gaye – Sexual Healing
- Earth, Wind & Fire – Fantasy
- Hot Chocolate – It Started With a Kiss
- Rick James – Mary Jane
- The Commodores – Nightshift
- Wally Badarou – Mambo
- Barry White – It's Ecstasy When You Lay Down Next To Me
- Sylvia Striplin – You Can't Turn Me Away
- Roy Ayers – Everybody Loves The Sunshine
- Keni Burke – Risin' to the Top
- Teddy Pendergrass – Love T.K.O.

Wave 103
È condotta da Trish Camden (Anouchka Benson) e Adam First (Jamie Canfield).
Tracce:
- The Human League – Love Action (I Believe in Love)
- Thompson Twins – Love on Your Side
- Depeche Mode – Everything Counts
- Blondie – Heart of Glass
- Frankie Goes to Hollywood – Relax
- ABC – (How to Be a) Millionaire
- New Order – Blue Monday
- Japan – Quiet Life
- Kajagoogoo – Too Shy (Midnight Mix)
- Heaven 17 – Penthouse and Pavement
- Berlin – Sex (I'm A...)
- Howard Jones – Like to Get to Know You Well
- The Cure – A Forest
- A Flock of Seagulls – Space Age Love Song
- Yazoo – Don't Go

Radio Espantoso
È condotta da Hector Hernandez (Frank Rodriguez).
Tracce:
- Ray Barretto – Acid
- Pete El Conde Rodriguez – I Like It (I Like It Like That)
- Tito Puente – Oye Como Va
- Bobby Valentín – Mi Ritmo Es Bueno
- Celia Cruz & Johnny Pacheco – Quimbara
- Héctor Lavoe – Mi Gente
- Eddie Palmieri – Revolt / La Libertad Logico
- Willie Colón – El Malo

VCPR
Vice City Public Radio trasmette numerosi programmi tra cui Pressing Issues.

## Grand Theft Auto IV
In Grand Theft Auto IV sono presenti diciannove stazioni radio. Le emittenti radiofoniche sono Electro-Choc, Fusion FM, IF 99 International Funk, JNR Jazz Nation Radio, K 109 The Studio, L.C.H.C., LRR 97.8 Liberty Rock Radio, Massive B, Radio Broker, San Juan Sounds, The Beat 102.7, The Classics 104.1, The Journey, The Vibe 98.8, Tuff Gong, Vladivostok FM, WKTT Radio, Public Liberty Radio e Integrity 2.0. Nella versione PC è presente la radio personalizzata sotto il nome di Independence FM.
Sono stati inoltre resi disponibili due DLC, denominati Grand Theft Auto IV: The Lost and Damned e Grand Theft Auto IV: The Ballad of Gay Tony che ampliano il numero di tracce presenti nel gioco. In Grand Theft Auto: Episodes from Liberty City, oltre al materiale presente nelle due espansioni, vengono introdotte tre nuove stazioni radio: RamJam FM, Self-Actualization FM e Vice City FM.
Grazie all'esistenza di un accordo stilato fra Rockstar Games e Amazon.com, è possibile identificare i brani eseguiti nel gioco ed acquistarli componendo nel gioco il numero ZIT-555-0100 sul cellulare del protagonista. Con la pubblicazione di The Lost and Damned è stata stretta una partnership con iTunes per fornire un servizio analogo.
Nei file del gioco sono elencate una serie di canzoni assenti, tra cui Ace of Spades dei Motörhead, Breaking the Law dei Judas Priest, Get Up, Stand Up interpretata da Bob Marley & The Wailers, Losing My Religion dei R.E.M., The Trooper degli Iron Maiden e Vicious interpretata da Lou Reed.
Nel 2008 sono state pubblicate tre compilation contenenti brani estratti dal gioco: The Music of Grand Theft Auto IV, Liberty City Invasion e Vladivostok FM.

### The Music of Grand Theft Auto IV
1. Michael Hunter – Soviet Connection – 2:52
2. Mobb Depp – Dirty New Yorker – 2:54
3. The Rapture – No Sex for Ben – 4:06
4. Munga – No Fraid A – 3:40
5. Busta Rhymes – Where's My Money? – 3:58
6. C.J. – I Want You – 3:43
7. Joe Walsh – Rocky Mountain Way – 5:42
8. Bob Marley & The Wailers e Damian Marley – Stand Up Jamrock – 5:39

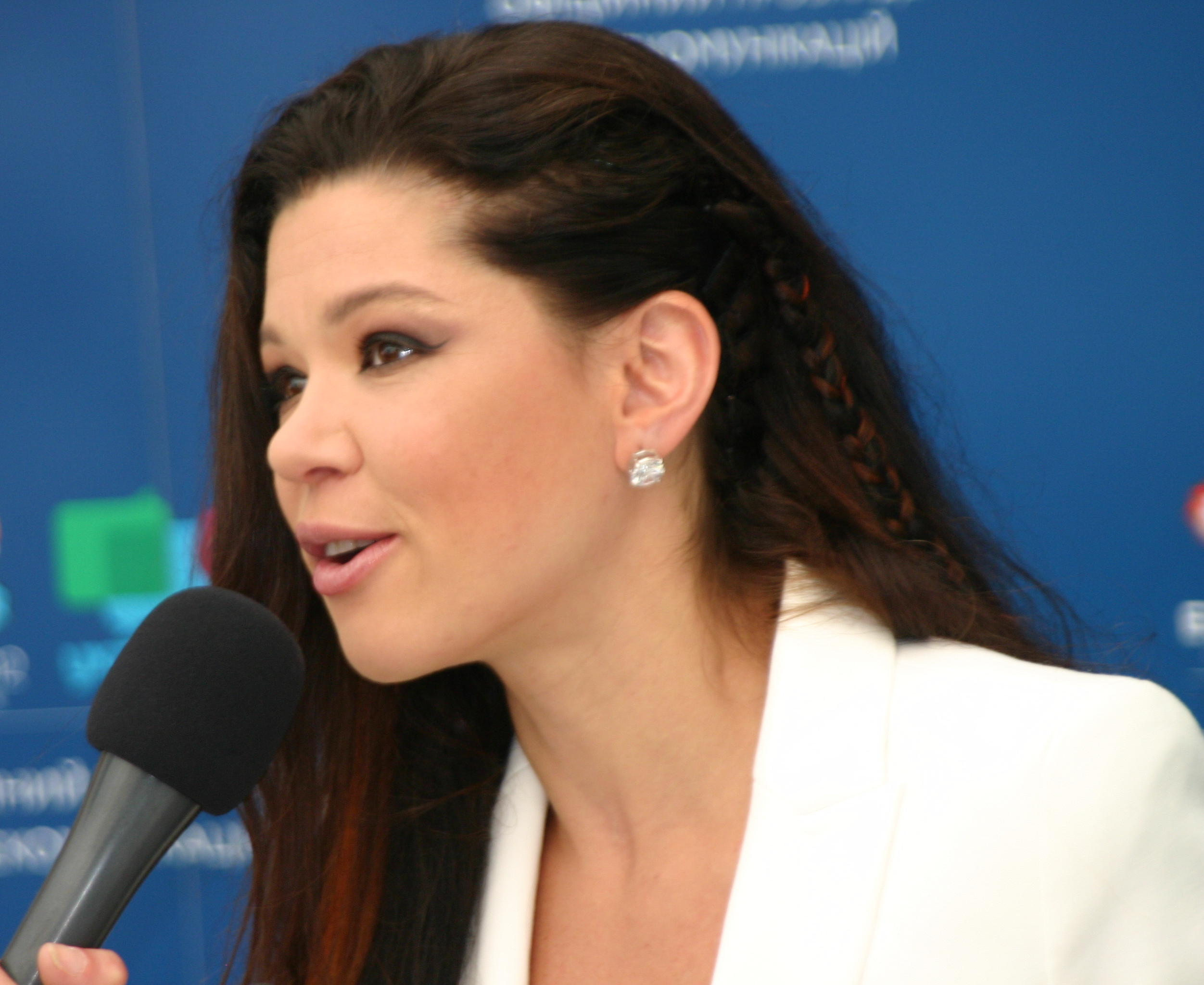
Ruslana Lyžyčko, una dei dj di Vladivostok FM, è autrice di Wild Dances, canzone vincitrice dell'Eurovision Song Contest 2004

9. Seryoga – Liberty City: The Invasion – 4:28
10. The Greenskeepers – Vagabond – 3:00
11. Electrik Funk – On a Journey – 4:12
12. Qadir – Nickname – 2:19
13. David Axelrod – Holy Thursday – 5:26
14. Nas – War Is Necessary – 2:55
15. Fela Kuti – Zombie – 12:26
16. Global Communication – Maiden Voyage – 5:23

Durata totale: 72:43

### Stazioni radio
Electro-Choc
Trasmette musica elettronica e dance rock. È condotta da François K in GTA IV e da Crookers in Episodes from Liberty City.
Tracce:
- Padded Cell – Signal Failure
- Black Devil Disco Club – The Devil In Us (Dub)
- One + One – No Pressure (Deadmau5 Remix)
- Alex Gopher – Brain Leech (Bugged Mind Remix)
- K.I.M. – B.T.T.T.T.R.Y. (Bag Raiders Remix)
- Simian Mobile Disco – Tits & Acid
- Nitzer Ebb – Let Your Body Learn
- Kavinsky – Testarossa Autodrive (SebastiAn Remix)
- Chris Lake vs. Deadmau5 – I Thought Inside Out (Original Mix)
- Boys Noize – & Down
- Justice – Waters of Nazareth
- Killing Joke – Turn to Red
- Playgroup – Make It Happen (instrumental version)
- Liquid Liquid – Optimo

In Episodes from Liberty City:
- Major Lazer – Jump Up (feat. Leftside & Supahype)
- Daniel Haaksman ft. Mc Miltinho – Kid Conga
- Boy 8–Bit – A City Under Siege
- Crookers – Put Your Hands on Me (Acapella) (feat. Kardinal Offishall & Carla Marie)
- The Chemical Brothers – Nude Night
- Crookers – Bad Men (feat. Solo)
- Miike Snow – Animal (Acapella)
- Jahcoozi – Watching You (Oliver $ Remix)
- Crookers – Boxer (feat. Nic Sarno)
- SonicC – Stickin
- Black Noise – Knock You Out (Andy George Remix)
- Mixhell – Boom Da (Crookers Mix) (feat. Jen Lasher & Oh Snap)
- Crookers – No Security (feat. Kelis)

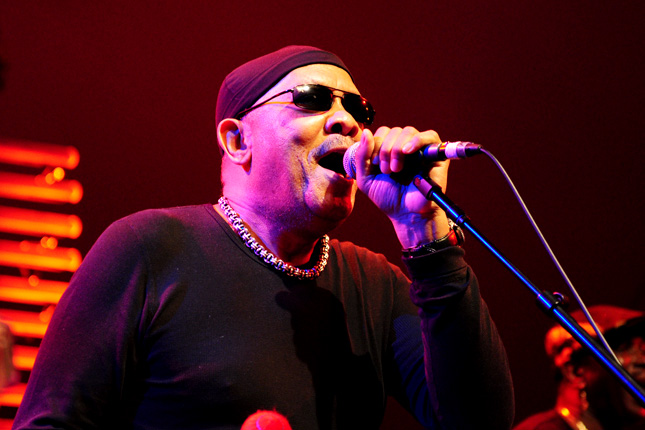
Roy Ayers è il dj di Fusion FM che trasmette Funk in the Hole

Fusion FM
È condotta da Roy Ayers. È assente in Episodes from Liberty City.
Tracce:
- David McCallum - The Edge
- Roy Ayers - Funk in the Hole
- Gong - Heavy Tune
- David Axelrod - Holy Thursday
- Grover Washington Jr - Knucklehead
- Aleksander Maliszewski - Pokusa
- Ryo Kawasaki - Raisins
- Marc Moulin - Stomp
- Billy Cobham - Stratus
- Tom Scott & The L.A. Express - Sneakin' in the Back

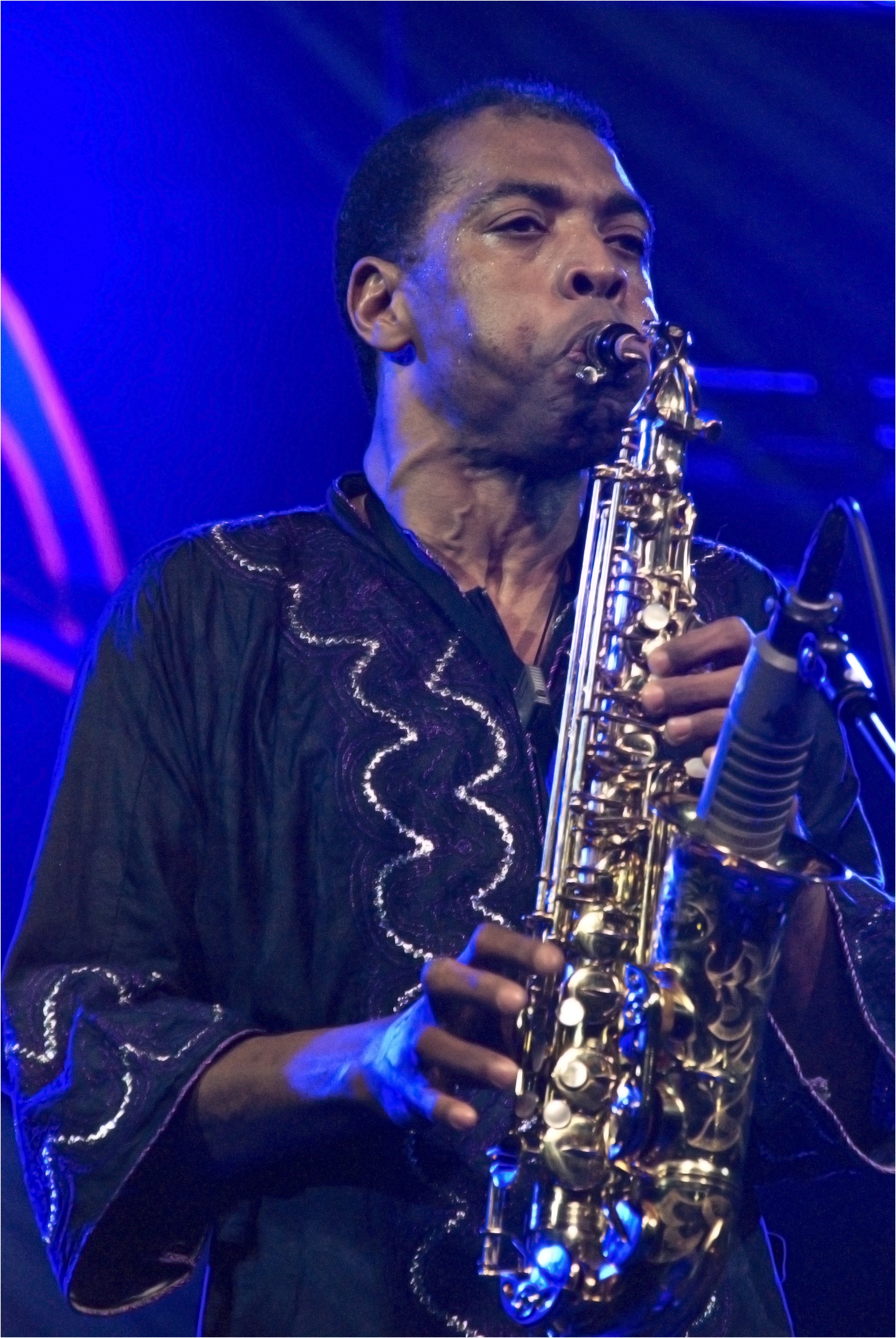
Femi Kuti presenta i brani di IF 99, tra cui figurano Truth Don Die e Zombie

IF 99 International Funk
Trasmette musica funk. È condotta da Femi Kuti.
Tracce:
- Lonnie Liston Smith - A Chance For Peace
- War - Galaxy
- The O'Jays - Give The People What They Want
- Gil Scott-Heron - Home Is Where The Hatred Is
- The Meters - Just Kissed My Baby
- Mandrill - Livin' It Up
- Manu Dibango - New Bell
- Fela Kuti - Sorrow, Tears & Blood
- Femi Kuti - Truth Don Die
- Creative Source - Who Is He And What Is He To You

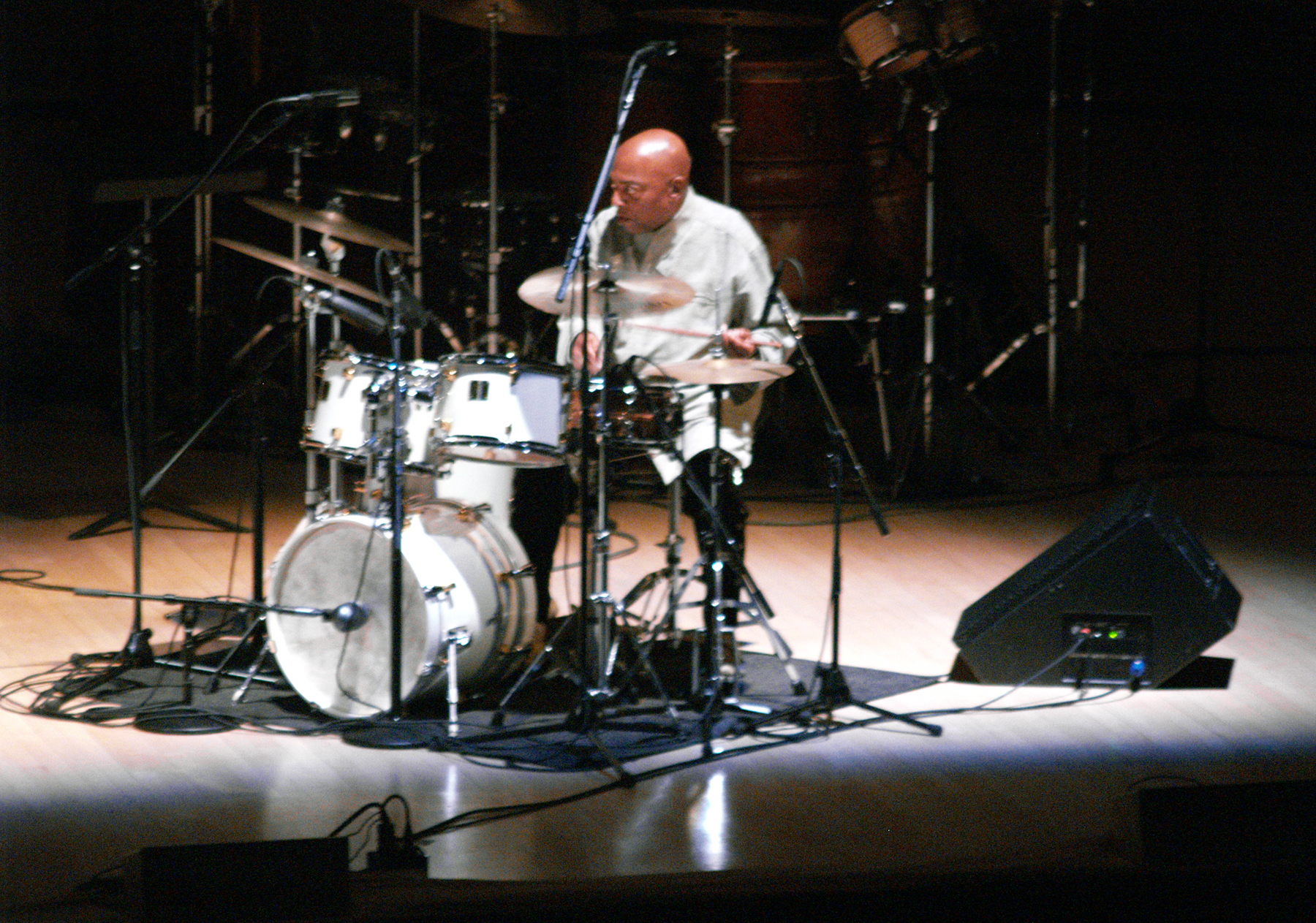
Roy Haynes conduce JNR ed è autore e interprete di Snap Crackle

- Hummingbird - You Can't Hide Love
- Fela Kuti - Zombie

JNR Jazz Nation Radio
Trasmette musica jazz. È condotta da Roy Haynes ed è assente in Episodes from Liberty City.
Tracce:
- Count Basie - April in Paris
- John Coltrane - Giant Steps
- Chet Baker - Let's Get Lost
- Art Blakey And The Jazz Messengers - Moanin'
- Miles Davis - Move
- Charlie Parker - Night And Day
- Roy Haynes - Snap Crackle
- Sonny Rollins - St. Thomas
- Duke Ellington - Take The 'A' Train
- Dizzy Gillespie - Whisper Not (Big Band)

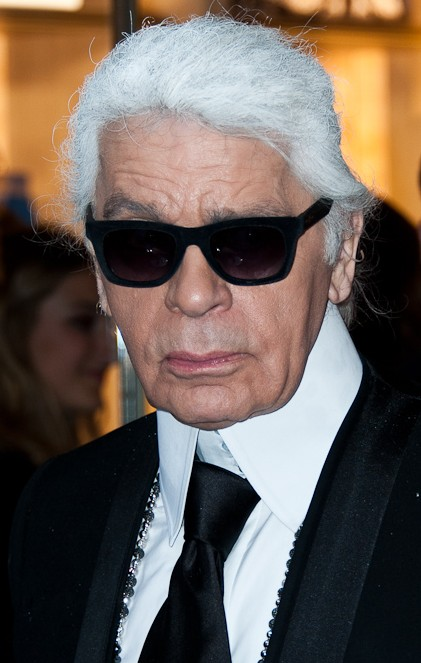
Lo stilista Karl Lagerfeld è il disc jockey di K 109

K 109 The Studio
Trasmette disco music. È condotta da Karl Lagerfeld.
Tracce:
- Peter Brown - Burning Love Breakdown
- Tamiko Jones - Can't Live Without Your Love
- Gino Soccio - Dancer
- Suzy Q - Get On Up And Do It Again
- Electrik Funk - On A Journey
- Don Ray - Standing In The Rain
- Cerrone - Supernature
- Rainbow Brown - Till You Surrender
- Harry Thumann - Underwater
- Skatt Brothers - Walk The Night

In Episodes from Liberty City:
- Change - A Lover's Holiday
- Rufus & Chaka Khan - Any Love
- The Fatback Band - (Are You Ready) Do the Bus Stop
- A Taste of Honey - Boogie Oogie Oogie
- The Trammps - Disco Inferno
- Creme D'Cocoa - Doin' the Dog
- Chic - Everybody Dance
- Sister Sledge - He's the Greatest Dancer
- Sylvester - I Need You
- Patrick Cowley - Menergy
- Stephanie Mills - Put Your Body in It
- Dan Hartman - Relight My Fire
- Peaches & Herb - Shake Your Groove Thing
- Rose Royce - Still in Love
- Machine - There But For the Grace of God Go I
- Candi Staton - Young Hearts Run Free

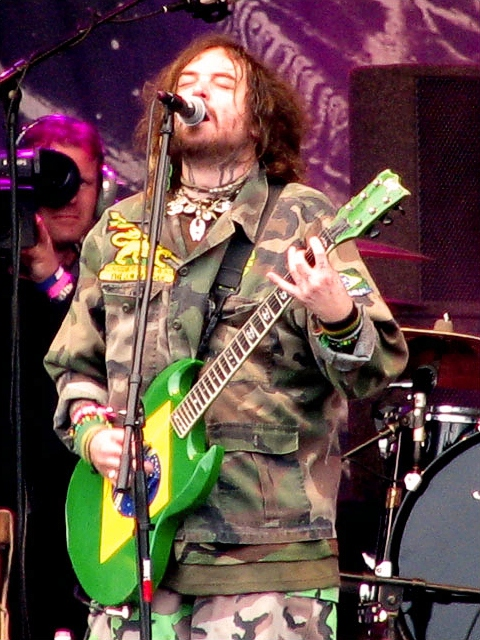
Max Cavalera, frontman dei Sepultura, è uno dei deejay di L.C.H.C. e autore di Dead Embryonic Cells

L.C.H.C.
Liberty City Hardcore trasmette musica hardcore. È condotta da Jimmy Gestapo in GTA IV e da Max Cavalera in Episodes From Liberty City.
Tracce:
- Murphy's Law - A Day in the Life
- Maximum Penalty - All Your Boyz
- Underdog - Back to Back
- Leeway - Enforcer
- Sick of It All - Injustice System
- Cro-Mags - It's the Limit
- Sheer Terror - Just Can't Hate Enough
- Bad Brains - Right Brigade
- Killing Time - Tell Tale
- Agnostic Front - Victim in Pain

In Episodes from Liberty City:
- At the Gates - Slaughter of the Soul
- Drive By Audio - Jailbait
- Celtic Frost - Inner Sanctum
- Entombed - Drowned
- Sepultura - Dead Embryonic Cells
- Deicide - Dead by Dawn
- Cannibal Corpse - I Cum Blood
- Bathory - Call From the Grave
- Kreator - Awakening of the Gods
- Terrorizer - Fear of Napalm

LRR 97.8 Liberty Rock Radio
È condotta da Iggy Pop.
Tracce:
- The Smashing Pumpkins - 1979
- Steve Marriott's Scrubbers - Cocaine
- Godley & Creme - Cry

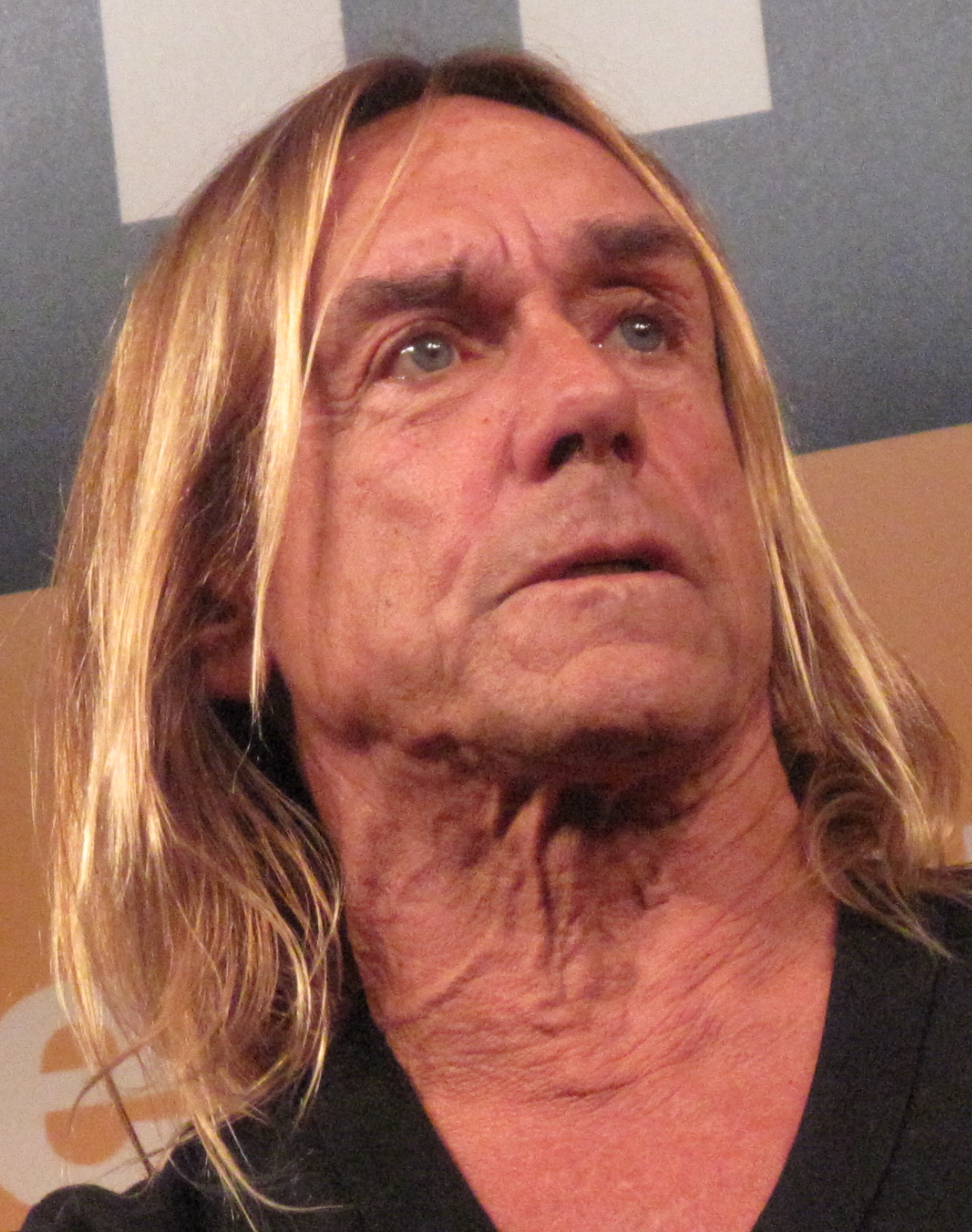
Iggy Pop è il conduttore di LRR 97.8 e interprete di I Wanna Be Your Dog degli The Stooges

- The Sisters of Mercy - Dominion/Mother Russia
- Stevie Nicks - Edge of Seventeen
- Electric Light Orchestra - Evil Woman
- David Bowie - Fascination
- Q Lazzarus - Goodbye Horses
- Black Sabbath - Heaven and Hell
- Bob Seger & The Silver Bullet Band - Her Strut
- Iggy Pop - I Wanna Be Your Dog
- Thin Lizzy - Jailbreak
- Genesis - Mama
- Hello - New York Groove
- Queen - One Vision
- The Black Crowes - Remedy
- Joe Walsh - Rocky Mountain Way
- The Who - The Seeker
- Elton John - Street Kids
- Heart - Straight On
- ZZ Top - Thug
- R.E.M. - Turn You Inside-Out

In Episodes from Liberty City:
- Nazareth - Hair of the Dog
- Styx - Renegade
- Rod Stewart - Every Picture Tells a Story
- Lynyrd Skynyrd - Saturday Night Special
- The James Gang - Funk #49
- The Edgar Winter Group - Free Ride
- Aerosmith - Lord of the Thighs
- Deep Purple - Highway Star
- AC/DC - Touch Too Much
- Foghat - Drivin' Wheel
- The Doors - Five to One
- Alice Cooper - Go to Hell
- Jefferson Starship - Jane
- Iron Maiden - Run to the Hills
- Mötley Crüe - Wild Side''
- Saxon - Wheels of Steel
- The Doobie Brothers - China Grove
- Bon Jovi - Wanted Dead or Alive

Massive B Soundsystem 96.9
È condotta da Bobby Konders ed è assente in Episodes from Liberty City.
Tracce:
- Burro Banton - Badder Den Dem
- Choppa Chop - Set It Off
- Mavado - Real McKoy with a Full Clip
- Jabba - Raise It Up
- Bunji Garlin - Brrrt
- Richie Spice - Youth Dem Cold
- Chuck Fenda - All About Da Weed
- Chezidek - Call Pon Dem
- Mavado - Last Night
- Spragga Benz - Da Order
- Bounty Killer - Bullet Proof Skin
- Shaggy - Church Heathen
- Munga - No Fraid A
- Buju Banton - Driver

Radio Broker
È condotta da Juliette Lewis.
Tracce:

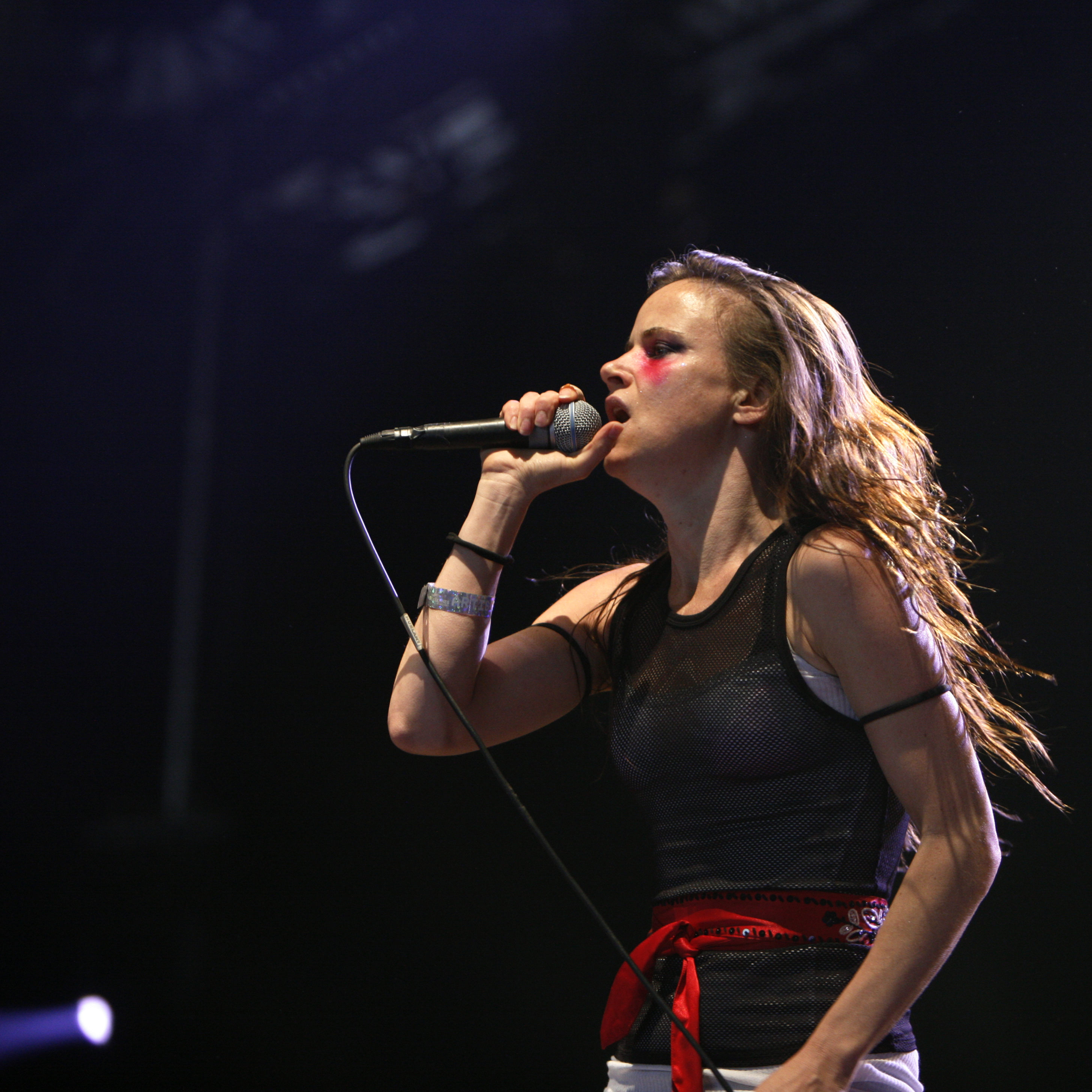
L'attrice Juliette Lewis, cantante dei Juliette and the Licks, conduce Radio Broker ed interpreta Inside the Cage (David Gilmour Girls remix)

- The Boggs - Arm in Arm (Shy Child Mix)
- Cheeseburger - Cocaine
- Get Shakes - Disneyland, Pt 1
- LCD Soundsystem - Get Innocuous
- The Prairie Cartel - Homicide
- Juliette and the Licks - Inside the Cage (David Gilmour Girls remix)
- Unkle - Mayday (feat. The Duke Spirit)
- The Rapture - No Sex for Ben
- Tom Vek - One Horse Race
- Teenager - Pony
- Les Savy Fav - Raging in the Plague Age
- White Light Parade - Riot in the City
- Deluka - Sleep is Impossible
- The Black Keys - Strange Times
- The Pistolas - Take it With a Kiss
- Ralph Myerz - The Teacher
- Greenskeepers - Vagabond
- Whitey - Wrap it Up
- !!! - Yadnus (Still Going to the Roadhouse mix)

In Episodes from Liberty City:
- Blonde Acid Cult - Shake It Loose
- Kill Memory Crash - Hell on Wheels
- Magic Dirt - Get Ready to Die
- Brazilian Girls - Nouveau Americain
- Freeland - Borderline
- Kreeps - The Hunger (Blood in My Mouth)
- Japanther - Radical Businessman
- FoxyLane - Command
- Monotonix - Body Language
- Game Rebellion - Dance Girl (GTA Mix)

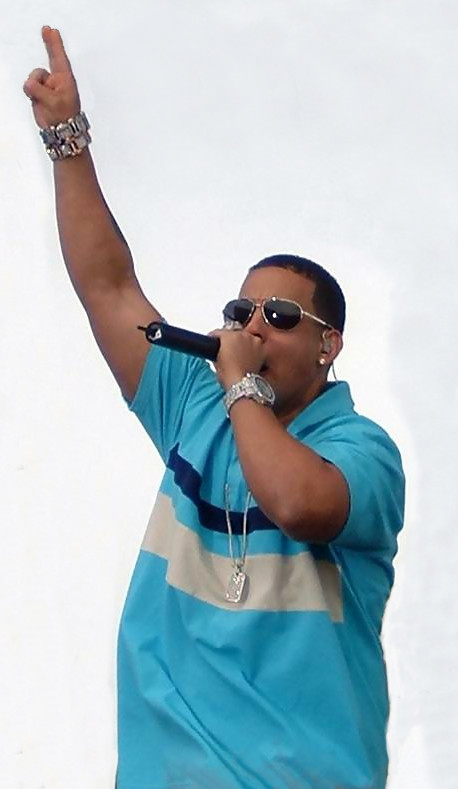
Daddy Yankee è interprete di Impacto e uno dei dj di San Juan Sounds

- The Yelling - Blood on the Steps
- The Jane Shermans - I Walk Alone

San Juan Sounds
È condotta da Daddy Yankee in GTA IV e da Henry Santos in Episodes from Liberty City.
Tracce:
- Calle 13 - Atrévete-te-te
- Daddy Yankee - Impacto
- Hector El Father - Maldades
- Voltio - Pónmela (feat. Jowell & Randy)
- Don Omar - Salio El Sol
- Wisin & Yandel - Sexy Movimiento
- Tito El Bambino - Siente El Boom (Remix)
- Angel y Khriz - Ven Báilalo

In Episodes from Liberty City:
- Elvis Crespo - Suavemente
- Angel y Khriz - Na De Na (feat. Gocho & John Eric)
- Ivy Queen - Dime
- Don Omar - Virtual Diva
- Wisin & Yandel - Me Estás Tentando (feat. DJ Nesty)
- Tego Calderón - Llora, Llora (feat. Oscar D'León)
- Fulanito - Guallando
- Aventura - El Desprecio

The Beat 102.7
È condotta da DJ Mister Cee e da DJ Green Lantern in GTA IV e da Funk Flex e Statik Selektah in Episodes from Liberty City.
Tracce:
- Styles P - What's the Problem
- Uncle Murda - Anybody Can Get It
- Qadir - Nickname
- Busta Rhymes - Where's My Money
- Maino - Getaway Driver
- Red Cafe - Stick'm
- Tru Life - Wet 'Em Up
- Johnny Polygon - Price on Your Head
- Swizz Beatz - Top Down
- Nas - War Is Necessary
- Kanye West - Flashing Lights (feat. Dwele)
- Joell Ortiz - Hip Hop (Remix) (feat. Jadakiss & Saigon)
- Fat Joe - Crackhouse (feat. Lil Wayne)
- Mobb Deep - Dirty New Yorker D (feat. Havoc & Prodigy from H.N.I.C. Part 2 Sessions)
- Ghostface Killah - We Celebrate (feat. Kid Capri)
- Styles P - Blow Your Mind (Remix) (feat. Sheek Louch & Jadakiss)
- Papoose - Stylin'

In Episodes from Liberty City:
- Busta Rhymes - Arab Money (feat. Ron Browz)
- Busta Rhymes - Conglomerate (feat. Young Jeezy & Jadakiss)
- Ron Browz - Jumping (Out the Window)
- T.I. - Swing Ya Rag (feat. Swizz Beatz)
- DJ Khaled - Go Hard (feat Kanye West & T-Pain)
- Kardinal Offishall - Dangerous (Remix) (feat. Akon & Sean Paul)
- John Legend - Green Light (feat. André 3000)
- Kanye West - Love Lockdown
- B.o.B. - Auto Tune
- Termanology - Here in Liberty City
- Freeway - Carjack
- Saigon - Spit
- Consequence - I Hear Footsteps
- Skyzoo - The Chase Is On
- Talib Kweli - My Favorite Song

The Classics 104.1
È condotta da DJ Premier.
Tracce:
- Group Home - Supa Star
- Brand Nubian - All for One
- Special Ed - I Got It Made
- Jeru the Damaja - D. Original
- Marley Marl - Droppin' Science (feat. Craig G)
- MC Lyte - Cha Cha Cha
- Audio 2 - Top Billin'
- Stetsasonic - Go Stetsa
- T La Rock & Jazzy Jay - It's Yours
- Gang Starr - Who's Gonna Take the Weight?

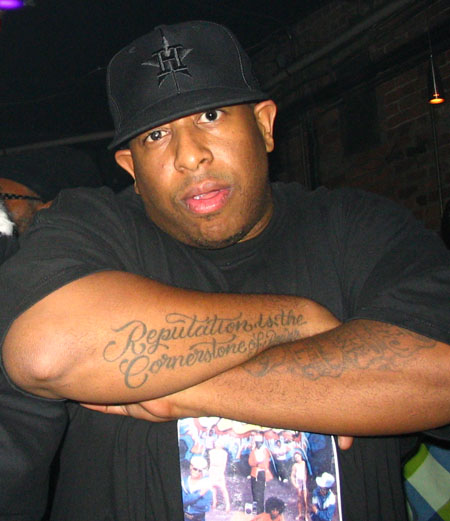
DJ Premier conduce The Classics 104.1 ed è accreditato, sotto il nome di Christopher Martin, come autore di alcuni dei brani trasmessi tra cui Who's Gonna Take the Weight dei Gang Starr

- Main Source - Live at the Barbeque

The Journey
È condotta da una voce artificiale prodotta dal software PlainTalk sviluppato dalla Apple. È assente in Episodes from Liberty City.
Tracce:
- Global Communication - 5:23 (Maiden Voyage)
- Terry Riley - A Rainbow in Curved Air
- Steve Roach - Arrival
- Michael Shrieve - Communique: 'Approach Spiral'
- Jean-Michel Jarre - Oxygène, Pt 4
- Philip Glass - Pruit Igoe
- Tangerine Dream - Remote Viewing
- Aphex Twin - Z Twig
- Ray Lynch - The Oh of Pleasure

The Vibe 98.8
È condotta da Vaughn Harper. È assente in Episodes from Liberty City.
Tracce:
- Ne-Yo - Because of You
- R. Kelly - Bump n' Grind
- Mtume - C.O.D. (I'll Deliver)
- Alexander O'Neal - Criticize
- RAMP - Daylight
- The Isley Brothers - Footsteps in the Dark
- Jodeci - Freek'n You
- Lloyd - Get It Shawty
- Jill Scott - Golden
- Loose Ends - Hangin' on a String (Contemplating)
- Freddie Jackson - Have You Ever Loved Somebody
- Dru Hill - In My Bed (So So Def remix)
- Marvin Gaye - Inner City Blues (Make Me Wanna Holler)
- Minnie Riperton - Inside My Love
- Barry White - It's Only Love Doing Its Thing
- C.J. - I Want You
- The SOS Band - Just Be Good to Me
- Ginuwine - Pony
- Raheem DeVaughn - You

Tuff Gong
Trasmette musica raggae, principalmente interpretata da Bob Marley & The Wailers, ed è condotta Carl Bradshaw. È assente in Episodes from Liberty City.
Tracce:
- Stephen Marley - Chase Dem
- Bob Marley & The Wailers - Concrete Jungle (The Unreleased Original Jamaican Version)
- Bob Marley & The Wailers - Pimper's Paradise
- Bob Marley & The Wailers - Rat Race
- Bob Marley & The Wailers - Rebel Music (3 O'Clock Roadblock)
- Bob Marley & The Wailers - Satisfy My Soul
- Bob Marley & The Wailers - So Much Trouble In The World
- Bob Marley & The Wailers e Damian Marley - Stand Up Jamrock
- Bob Marley & The Wailers - Wake Up & Live (Parts 1 & 2)

Vladivostok FM
È condotta da Ruslana in GTA IV e da Paul Martin in Episodes from Liberty City.
Tracce:
- Gruppa Kino - Guppa krovi
- Marakesh - Jdat
- Zvery - Kvartira
- Seryoga - King Ring
- Seryoga - Liberty City: The Invasion
- Splin - Liniya zhizni
- Basta - Mama
- Leningrad - Nikogo ne zhalko
- Ranetki - O tebe
- Dolphin - RAP
- Glukoza - Schweine
- Ruslana - Wild Dances
- Oleg Kvasha - Zelenoglazoe Taksi (Club Remix)

WKTT Radio
We Know The Truth Radio trasmette notizie di carattere patriottico.
Public Liberty Radio
PLR trasmette programmi a carattere liberale.
Integrity 2.0
Disponibile dopo aver sbloccato il distretto di Algonquin, è condotta da Lazlow.
Le seguenti emittenti radiofoniche sono introdotte in Grand Theft Auto: Episodes from Liberty City:
RamJam FM
È condotta da David Rodigan.
Tracce:
- Barrington Levy - Don't Fuss (AKA Sweet Reggae Music)
- Ini Kamoze - Out of Jamaica
- Damian Jr. Gong Marley - Holiday
- The Morwells & Prince Jammy - Jammin' for Survival
- John Holt - Police in Helicopter
- Sugar Minott - Hard Time Pressure
- Desmond Dekker - 007 (Shanty Town)
- Major Lazer - Anything Goes (feat. Turbalance)
- Prince Jammy - Jammy A Shine
- Toots And The Maytals - 54-46 Was My Number
- Frankie Paul - Worries in the Dance
- Mr. Vegas - Mus Come a Road

Self-Actualization FM
È condotta da Audrey (Ashley Albert).
Tracce:
- The Orb - A Huge Ever Growing Pulsating Brain That Rules From The Centre of the Ultraworld: Live Mix MK10
- Alpha Wave Movement - Artifacts & Prophecies
- Autechre - Bike
- Larry Heard - Cosmology Myth
- Chilled by Nature - Go Forward (Love Bubble Mix)
- Tom Middleton - Moonbathing
- Alucidnation - Skygazer (3002 Remix)
- Pete Namlook e Klaus Schulze - V/8 Psychedelic Brunch (feat. Bill Laswell)

Vice City FM
È condotta da Fernando Martinez (Frank Chavez).
Tracce:
- Neneh Cherry - Buffalo Stance
- Swing Out Sister - Breakout
- Robbie Nevil - C'est la Vie
- Roachford - Cuddly Toy
- Narada Michael Walden - Divine Emotions
- Five Star - Find the Time
- T'Pau - Heart and Soul
- Mai Tai - History
- Nu Shooz - I Can't Wait
- Texas - I Don't Want a Lover
- Marillion - Kayleigh
- Hue and Cry - Labour of Love
- Climie Fisher - Love Changes (Everything)
- Hall & Oates - Maneater
- Curiosity Killed the Cat - Misfit
- Lisa Stansfield - People Hold on (feat. Coldcut)
- Level 42 - Something about You
- Jeffrey Osborne - Stay with Me Tonight
- Womack & Womack - Teardrops
- Roxette - The Look
- Re-Flex - The Politics of Dancing
- 'Til Tuesday - Voices Carry
- Boy Meets Girl - Waiting for a Star to Fall
- Prefab Sprout - When Love Breaks Down
- Terence Trent D'Arby - Wishing Well
- Wet Wet Wet - Wishing I Was Lucky
- Scritti Politti - Wood Beez (Pray like Aretha Franklin)
- John Farnham - You're the Voice

## Grand Theft Auto: Chinatown Wars
In Grand Theft Auto: Chinatown Wars sono presenti pezzi strumentali, privi di interruzioni pubblicitarie. Nella versione per Nintendo DS sono presenti solamente cinque stazioni radio: Ticklah, Deadmau5, Alchemist, Truth & Soul e Prairie Cartel. Nella conversione per PlayStation Portable, iOS e Android sono state introdotte sei nuove emittenti: Anvil, DFA, DJ Khalil, Sinowav FM, Tortoise e Turntables on the Hudson. Nei dispositivi Apple è possibile creare una playlist su iTunes intitolata "GTA" che verrà eseguita come Independence FM. Il tema originale del gioco, Chinatown Wars, è realizzato da Ghostface Killah e MF Doom ed è disponibile esclusivamente su iTunes.

### Stazioni radio
Ticklah
Trasmette brani composti da Victor Axelrod, noto con lo pseudonimo di Ticklah.
Tracce:
- Ticklah feat. Rob Symeonn - Pork Eater
- Sonic Boom - The Dub and the Restless
- Rootical Sound - Dub It Today
- Douglass & Degraw - Wicked a Go Dub It (feat. Rob Symeonn)
- Rootical Sound - Horny Dub
- Calbert Walker - General TSO
- Ticklah - Descent
- Ticklah - Nine Years

Deadmau5
Trasmette brani di deadmau5 e Steve Duda (composti sotto il nome di BSOD).
Tracce:
- BSOD - Oblique
- BSOD - Choplifted
- Deadmau5 - Hi Friend (Instrumental Mix) (feat. MC Flipside)
- Deadmau5 - Rubiq
- BSOD - Tilt
- BSOD - 1 UP
- BSOD - 2 UP
- BSOD - CTRL+ALT+DEL
- BSOD - Game Over
- BSOD - Milton

Alchemist
Trasmette brani concepiti sotto il nome Gangrene, una collaborazione tra The Alchemist e Oh No.
Tracce:
- Gangrene - The Lost One
- Gangrene - Haha
- Gangrene - Assassin
- Gangrene - Crimerate
- Gangrene - Future Trains
- Gangrene - Clubster
- Gangrene - The Thirst
- Gangrene - Quick Jux
- Gangrene - Crack
- Gangrene - Tight

Truth & Soul
Trasmette brani prodotti dalla Truth and Soul Records.
Tracce:
- Bronx River Parkway - Tribute to Ray
- El Michels Affair - Detroit Twice
- El Michels Affair - Too Late to Turn Back
- Lee Field & The Expression - My World
- El Michels Affair - El Pueblo Unido
- Bronx River Parkway feat. Jose Parla & The Candela All Stars - La Valla
- Bronx River Parkway feat. The Candela All Stars - Me Toca
- The Expressions - Money Is King
- Cosmic Force - Ghetto Down
- Cosmic Force - Trinidad Bumb

Prairie Cartel
Trasmette brani dei Prairie Cartel, tutti composti da Mike Willison. Le tracce sono estratte dall'album Where Did All My People Go (2009), ad eccezione di Cloud Sombrero.
Tracce:
- Prairie Cartel - Burning Down the Other Side
- Prairie Cartel - Beautiful Shadow
- Prairie Cartel - Magnetic South
- Prairie Cartel - Narcotic Inciduos
- Prairie Cartel - Fuck Yeah, That Wide
- Prairie Cartel - Cracktown
- Prairie Cartel - Suitcase Pimp
- Prairie Cartel - No Light
- Prairie Cartel - Lost All Track of Time
- Prairie Cartel - Cloud Sombrero

Nelle versioni PSP e iOS:
Anvil
Trasmette brani degli Anvil.
Tracce:
- Anvil - Winged Assassins
- Anvil - 666
- Anvil - Forged in Fire
- Anvil - March of the Crabs
- Anvil - Metal on Metal
- Anvil - School Love
- Anvil - Thumb Hang

DFA
Trasmette brani prodotti dalla DFA Records.
Tracce:
- Altair Nouveau - Space Fortress
- Walter Jones - The Odyssey Sound (Mogg & Naudascher Edit)
- Mogg & Naudascher - Moon Unit Part 1
- The Juan MacLean - The Simple Life
- Mogg & Naudascher - Moon Unit Part 2
- Plastique de Rêve - Lost in the City (feat. Ghostape)
- Skatebård - Pagans
- Max Brannslokker - Stropharia
- Strangelets - Riot on Planet 10 (Blitz Gramsci Remix)

DJ Khalil
Trasmette brani di DJ Khalil.
Tracce:
- DJ Khalil - The Game
- DJ Khalil - Chin Danny
- DJ Khalil - Danny Tox
- DJ Khalil - More Meters
- DJ Khalil - Make It Rain
- DJ Khalil - Take It Away
- DJ Khalil - New Bishop
- DJ Khalil - Mr. Skee
- DJ Khalil - Busta Danny
- DJ Khalil - Big Thunder
- DJ Khalil - Chin Danny Rock Beat

Sinowav FM
Trasmette musica tradizionale cinese.
Tracce:
- Ren Tongxiang - Caravan Bells on the Silk Road
- He Xunyou - Flying Carp
- Central Traditional Orchestra - A Trip To Lhasa - Movement 4: Driving Out Demons
- Wang Changyuan - Battling Against Typhoon
- Wang Changyuan - Guangling Strains
- Wang Changyuan - Lofty Mountains and Flowing Water
- China Central Folk Music Orchestra - Oriole Singing
- Zhu Runfu - Autumn Reflections by the Dongting Lake

Tortoise
Trasmette brani dei Tortoise.
Tracce:
- Tortoise - Minors
- Tortoise - Salt the Skies
- Tortoise - Charteroak Foundation
- Tortoise - Seneca
- Tortoise - High Class Slim Came Floatin' In
- Tortoise - Penumbra
- Tortoise - Gigantes
- Tortoise - Northern Something
- Tortoise - Prepare Your Coffin
- Tortoise - 3 Ten Day Interval

Turntables on the Hudson
Trasmette musica worldbeat.
Tracce:
- Nickodemus - 2 Sips & Magic
- Nickodemus & Osiris - Brooklyn Ole
- Zeb - Toe to Toe
- Nickodemus - Sun Children
- Nickodemus & Quantic - La Lluvia
- Nickodemus & Zeb - Bellies & Brass
- Zeb - Revolutionary Dreams
- Zeb - Afro Disco (Infragandhi & Cameleon Selecta Remix)
- Zeb - Turbo Jeepsy
- Zeb - Balkany & Flowers

## Grand Theft Auto V
In Grand Theft Auto V sono presenti diciassette emittenti radiofoniche. Le stazioni radio presenti sono: Los Santos Rock Radio, Non-Stop-Pop FM, Radio Los Santos, Channel X, Rebel Radio, Soulwax FM, East Los FM, West Coast Classics, Blue Ark FM, WorldWide FM, FlyLo FM, The Lowdown FM 91.1, Radio Mirror Park, Space 103.2, Vinewood Boulevard Radio, WCTR e Blaine County Radio. Nella versione per Microsoft Windows viene aggiunta un'ulteriore stazione radio denominata The Lab, in seguito inclusa in un contenuto scaricabile per console. Un'altra stazione radio, blonded Los Santos 97.8 FM, è stata aggiunta con un DLC distribuito nel dicembre 2017. Un'altra stazione radio, Los Santos Underground Radio, è stata aggiunta con un DLC distribuito nel luglio 2018, in seguito inclusa in un contenuto scaricabile per giocatore singolo. Un'altra stazione radio, iFruit Radio, è stata aggiunta con un DLC distribuito nel dicembre 2019.
Altre tre stazioni radio, Kult Fm, The Music Locker e Still Slipping Los Santos sono state aggiunte con un DLC distribuito nel dicembre 2020.
Il videogioco presenta inoltre il brano Original Score composto da Tangerine Dream, Woody Jackson, The Alchemist e Oh No. La colonna sonora è stata pubblicata nel settembre 2013 con il titolo The Music of Grand Theft Auto V, composta da 3 CD: Original Music, The Score e The Soundtrack.
Nel gioco è possibile udire le seguenti tracce:
- Danny Elfman - Clown Dream[51]
- Visitors - V-I-S-I-T-O-R-S[51]
- Wavves - Dog[52]

### Stazioni radio
Los Santos Rock Radio

È condotta da Kenny Loggins.
Tracce:

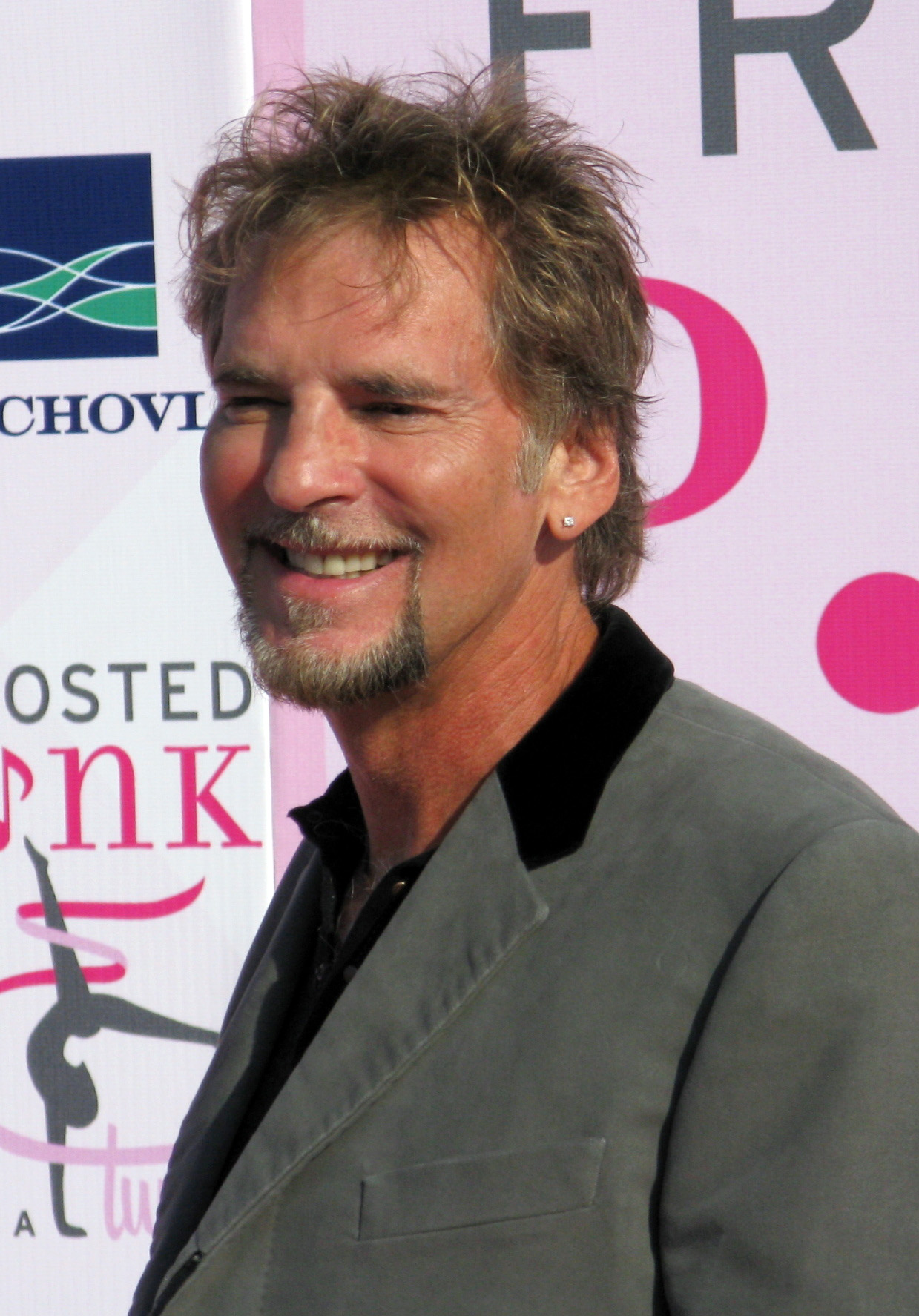
Kenny Loggins è accreditato come dj di Los Santos Rock Radio e autore di I'm Free (Heaven Helps the Man)

- Billy Squier - Lonely Is the Night
- Bob Seger - Hollywood Nights
- Bob Seger - Night Moves
- Chicago - If You Leave Me Now
- Def Leppard - Photograph
- Don Johnson - Heartbeat
- Elton John - Saturday Night's Alright for Fighting
- Foreigner - Dirty White Boy
- Gerry Rafferty - Baker Street
- Greg Kihn Band - The Breakup Song (They Don't Write 'Em)
- Julian Lennon - Too Late for Goodbyes
- Kenny Loggins - I'm Free (Heaven Helps the Man)
- Phil Collins - I Don't Care Anymore
- Queen - Radio Ga Ga
- Robert Plant - Big Log
- Simple Minds - All the Things She Said
- Small Faces - Ogden's Nut Gone Flake
- Steve Winwood - Higher Love
- Stevie Nicks - I Can't Wait
- The Alan Parsons Project - I Wouldn't Want To Be Like You
- The Doobie Brothers - What a Fool Believes
- The Cult - Rain
- Steve Miller Band - Rock'n Me
- Alannah Myles - Black Velvet
- Belinda Carlisle - Circle in the Sand
- Boston - Peace of Mind
- Broken English - Comin' On Strong
- Creedence Clearwater Revival - Fortunate Son
- Harry Chapin - Cat's in the Cradle
- Humble Pie - 30 Days in the Hole
- Kansas - Carry On Wayward Son
- Kenny Loggins - Danger Zone
- Mountain - Mississippi Queen
- Pat Benatar - Shadows of the Night
- Starship - We Built This City
- Survivor - Burning Heart
- Yes - Roundabout
- ZZ Top - Gimme All Your Lovin'

Non-Stop-Pop FM

È condotta da Cara Delevingne.
Tracce:
- All Saints - Pure Shores
- Britney Spears - Gimme More
- Corona - The Rhythm of the Night

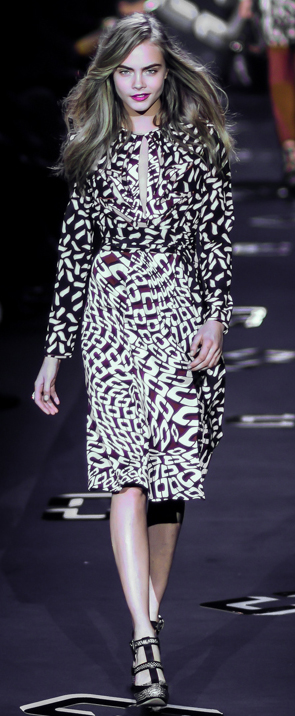
La supermodella Cara Delevingne è la conduttrice di Non-Stop-Pop FM

- Fergie - Glamorous (feat. Ludacris)
- Hall & Oates - Adult Education
- Jane Child - Don't Wanna Fall In Love
- Kelly Rowland - Work (Freemasons Remix)
- Mis-Teeq - Scandalous
- Modjo - Lady (Hear Me Tonight)
- N-Joi - Anthem
- Pet Shop Boys - West End Girls
- Rihanna - Only Girl (in the World)
- Robyn - With Every Heartbeat (feat Kleerup)
- Stardust - Music Sounds Better With You
- Wham! - Everything She Wants
- Amerie - 1 Thing
- Backstreet Boys - I Want It That Way
- Bobby Brown - On Our Own
- Bronski Beat - Smalltown Boy
- Cassie - Me & U
- Dirty Vegas - Days Go By
- Gorillaz - Feel Good Inc (feat. De La Soul)
- INXS - New Sensation
- Jamiroquai - Alright
- Lady Gaga - Applause
- Living in a Box - Living in a Box
- Lorde - Tennis Court
- M83 - Midnight City
- Maroon 5 - Moves like Jagger (feat. Christina Aguilera)
- M.I.A. - Bad Girls
- Mike Posner - Cooler than Me
- Moloko - The Time Is Now
- Morcheeba - Tape Loop ("Shortcheeba" Remix)
- Naked Eyes - Promises, Promises
- Real Life - Send Me an Angel
- Robbie Williams - Kids (feat. Kylie Minogue)
- Simply Red - Something Got Me Started (Steve Hurley "Silk" Remix)
- Sly Fox - Let's Go All the Way
- Sneaker Pimps - 6 Underground
- Taylor Dayne - Tell It to My Heart
- The Black Eyed Peas - Meet Me Halfway
- The Blow Monkeys - "Wait" (feat. Kym Mazelle)

Radio Los Santos

È condotta da Big Boy.
Tracce:
- YG - I'm A Real 1
- 100s - Life of a Mack
- Ab-Soul - Illuminate (feat. Kendrick Lamar)
- ASAP Rocky - R-Cali (feat. Aston Matthews & Joey Fatts)
- Marion Band$ - Hold Up (feat. Nipsey Hussle)
- BJ the Chicago Kid - Smokin' and Ridin' (feat. Freddie Gibbs & Problem)
- Kendrick Lamar - A.D.H.D
- Jay Rock - Hood Gone Love It (feat. Kendrick Lamar)
- The Game - Ali Bomaye (feat. 2 Chainz & Rick Ross)
- Freddie Gibbs - Still Livin'
- Future - How It Was
- Problem - Say That Then (feat. Glasses Malone)
- Clyde Carson - Slow Down (feat. The Team)
- Gucci Mane - Too Hood (feat. Ciara)
- Gangrene - Bassheads
- Ab-Soul - Hunnid Stax (feat. Schoolboy Q)
- Ace Hood - Bugatti (feat. Future & Rick Ross)
- ASAP Ferg - Work
- Chuck Inglish - Came Thru/Easily (feat. Ab-Soul & Mac Miller)
- Danny Brown - Kush Coma (feat. A$AP Rocky & Zelooperz)
- Danny Brown - Bad News (feat. Action Bronson)
- Freddie Gibbs - Sellin' Dope (feat. Mike Dean)
- G-Side - Relaxin'
- Kendrick Lamar - Swimming Pools (Drank)
- Problem - Do It Big (feat. Iamsu!, Bad Lucc & Sage the Gemini)
- Schoolboy Q - Collard Greens (feat. Kendrick Lamar)
- Skeme - Millions
- Travi$ Scott - Upper Echelon (feat. T.I. & 2 Chainz)
- Trouble - Everyday (feat. Gucci Mane)
- Young Scooter - Work (feat. Gucci Mane)
- Young Scooter - I Can't Wait (feat. Trinidad James)

Channel X

È condotta da Keith Morris.
Tracce:
- Agent Orange - Bored of You
- Black Flag - My War
- Circle Jerks - Rock House

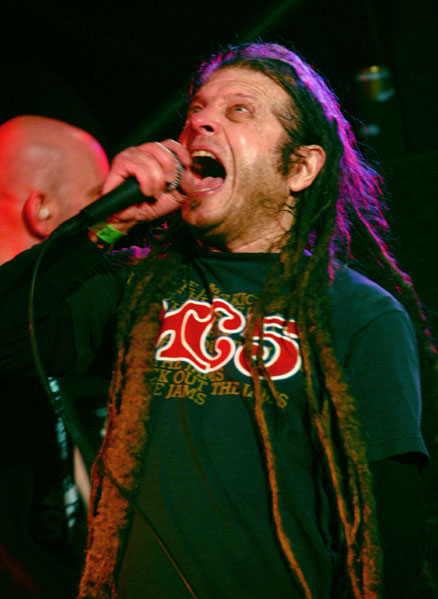
Keith Morris, voce dei Circle Jerks e degli Off!, è il conduttore di Channel X

- Fear - The Mouth Don't Stop (The Trouble With Women Is)
- Off! - What's Next
- The Adolescents - Amoeba
- The Descendents - Pervert
- The Germs - Lexicon Devil
- The Weirdos - Life of Crime
- T.S.O.L - Abolish Government/Silent Majority
- Youth Brigade - Blown Away
- Suicidal Tendencies - Subliminal
- D.O.A. - The Enemy
- D.R.I. - I Don't Need Society
- MDC - John Wayne Was A Nazi
- Redd Kross - Linda Blair
- The Zeros - Don't Push Me Around
- X - Los Angeles

Rebel Radio

È condotta da Jesco White.
Tracce:
- Charlie Feathers - Can't Hardly Stand It
- Hank Thompson - It Don't Hurt Anymore
- Hasil Adkins - Get Outta My Car
- Jerry Reed - You Took All The Ramblin' Out Of Me
- Johnny Cash - The General Lee
- Johnny Paycheck - It Won't Be Long (And I'll Be Hating You)
- Ozark Mountain Daredevils - If You Wanna Get To Heaven
- Waylon Jennings - Are You Sure Hank Done It This Way
- Waylon Jennings - I Ain't Living Long Like This
- Willie Nelson - Whiskey River
- C.W. McCall - Convoy
- Charlie Feathers - Get With It
- Homer and Jethro - She Made Toothpicks of the Timber of My Heart

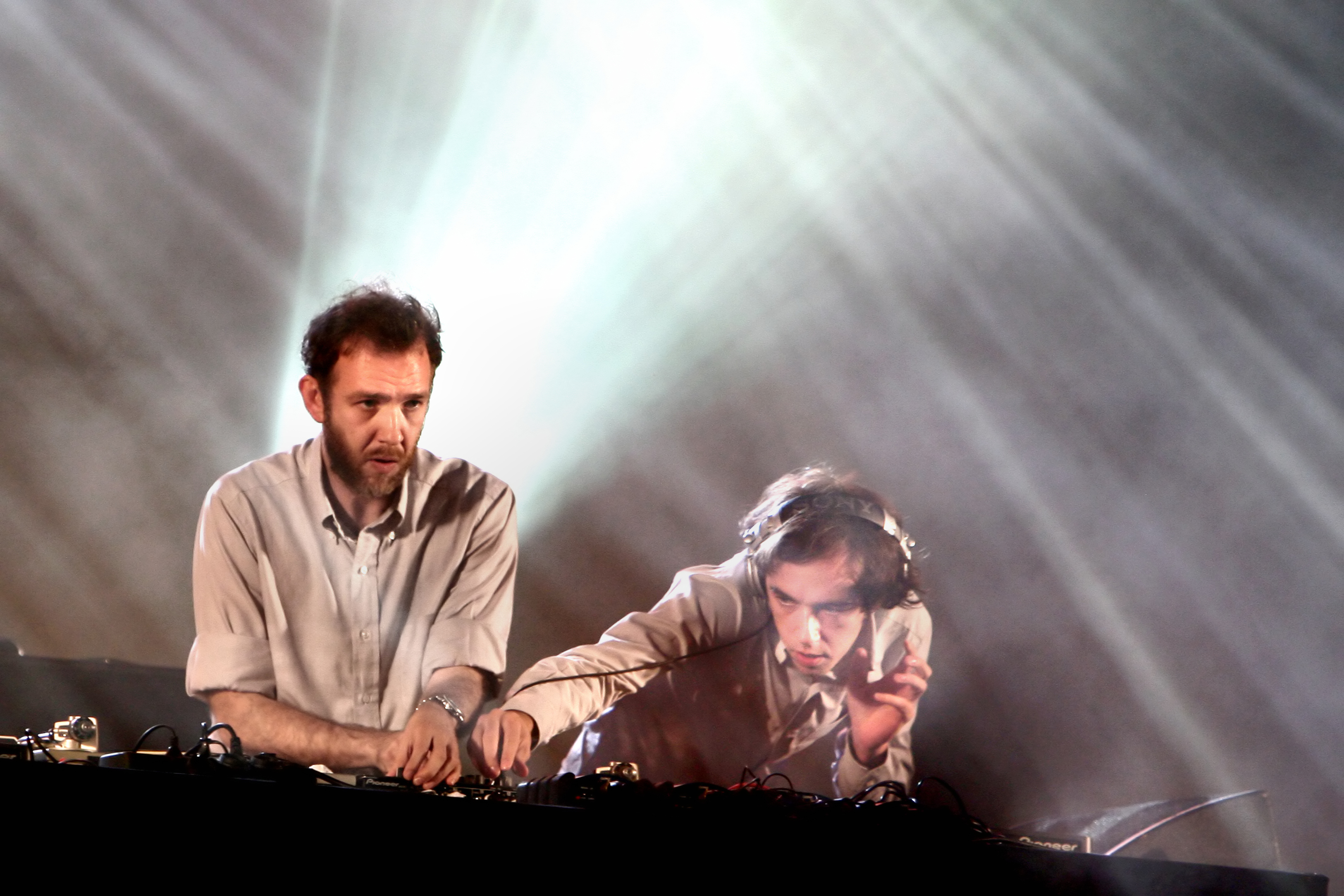
I fratelli Stephen e David Dewaele, autori di numerosi remix, conducono Soulwax FM

- Marvin Jackson - Dippin' Snuff
- Ray Price - Crazy Arms
- Tammy Wynette - D-I-V-O-R-C-E
- The Highwaymen - Highwayman

Soulwax FM

È condotta da Soulwax. Il gruppo musicale possiede una web radio dal nome "Radio Soulwax".
Tracce:
- Palmbomen - Stock (Soulwax Remix)
- Fatal Error - Fatal Error
- Supersempfft - Let's Beam Him Up
- Mim Suleiman - Mingi
- FKClub - The Strange Art (Inflagranti Remix)
- Matias Aguayo - El Sucu Tucu
- Daniel Avery - Naive Response
- Joe Goddard - Gabriel (Soulwax Remix) (feat. Valentina)
- Daniel Maloso - Body Music (Original Mix)
- Green Velvet & Harvard Bass - Lazer Beams
- Zombie Nation - Tryouts
- Tom Rowlands - Nothing But Pleasure
- Jackson and His Computer Band - Arp #1
- Goose - Synrise (Soulwax Remix)
- Transistorcake - Mr. Croissant Taker
- Tiga - Plush (Jacques Lu Cont Remix)
- The Hacker - Shockwave (Gesaffelstein Remix)
- Pulp - After You (Soulwax Remix)

East Los FM

Condotta da DJ Camilo (Camilo Lara) e Don Cheto (Juan Razo).
Tracce:
- Los Buitres de Culiacan - El Cocaino
- Mexican Institute of Sound - Es-Toy
- Niña Dioz - Criminal Sound
- La Vida Bohème - Radio Capital
- Fandango - Autos, Moda y Rock and Roll
- Don Cheto - El Tatuado
- La Sonora Dinamita - Se Me Perdió La Cadenita
- Fiebre De Jack -  She's A Tease
- Maldita Vecindad - Pachuco
- Hechizeros Band - El Sonidito
- Milkman - Fresco
- La Liga ft. Alika - Tengo El Don
- Los Tigres Del Norte - La Granja
- Los Ángeles Negros - El Rey Y Yo
- Jessy Bulbo - Maldito

West Coast Classics

È condotta da DJ Pooh.
Tracce:
- 2Pac - Ambitionz Az a Ridah
- Compton's Most Wanted - Late Night Hype
- DJ Quik - Dollaz & Sense
- Dr. Dre - Still D.R.E. (feat. Snoop Dogg)
- King Tee - Played Like a Piano
- Dr. Dre - The Next Episode (feat. Snoop Dogg)
- Ice Cube - You Know How We Do It
- Kausion - What You Wanna Do?
- Kurupt - C-Walk
- Mack 10 & Tha Dogg Pound - Nothin' But the Cavi Hit
- MC Eiht - Streiht Up Menace
- N.W.A - Appetite for Destruction
- N.W.A - Gangsta Gangsta
- Tha Dogg Pound - What Would U Do?
- Snoop Dogg - Gin and Juice
- Geto Boys - Mind Playin' Tricks on Me
- Too $hort - So You Want to Be a Gangster
- Bone Thugs-n-Harmony - 1st of tha Month
- CPO ft. MC Ren - Ballad of a Menace
- Eazy-E ft. Ice Cube - No More ?'s
- E-40 ft. The Click - Captain Save a Hoe
- Jayo Felony - Sherm Stick
- Luniz ft. Michael Marshall - I Got 5 on It
- South Central Cartel - Servin' Em Heat
- Spice 1 ft. MC Eiht - The Murda Show
- The Conscious Daughters - We Roll Deep
- The Lady of Rage ft. Snoop Dogg - Afro Puffs

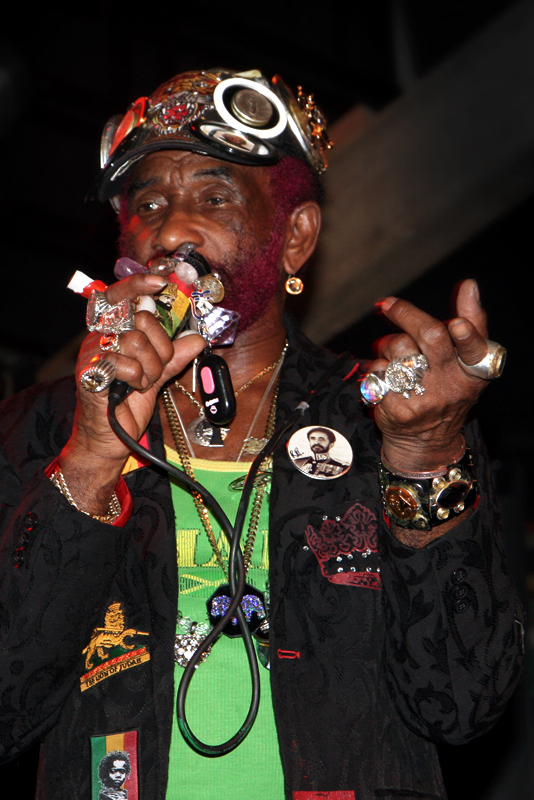
Lee "Scratch" Perry è accreditato come dj di Blue Ark e autore di I Am A Madman, Disco Devil e Grumbling Dub

- Warren G - This DJ
- Westside Connection - Bow Down

Blue Ark FM

È condotta da Lee "Scratch" Perry.
Tracce:
- Chronixx - Odd Ras
- Dennis Brown - Money In My Pocket
- Gregory Isaacs - Night Nurse
- Half Pint - Crazy Girl
- Joe Gibbs & The Professionals - Chapter Three
- Junior Delgado - Sons Of Slaves
- Konshens - Gun Shot A Fire
- Lee "Scratch" Perry - I Am A Madman
- Lee "Scratch" Perry - Disco Devil
- The Upsetters - Grumblin' Dub
- Tommy Lee Sparta - Psycho
- Vybz Kartel - We Never Fear Dem (feat. Popcaan)
- Yellowman - Nobody Move, Nobody Get Hurt
- Protoje - Kingston Be Wise
- Busy Signal - Kingston Town (feat. Damian Marley)
- Danny Hensworth - Mr. Money Man
- Demarco - Loyals (Royals Remix)
- I-Octane - Topic of the Day
- Lee "Scratch" Perry - Money Come and Money Go
- Lee "Scratch" Perry - Roast Fish & Cornbread
- Vybz Kartel - Addi Truth

WorldWide FM

È condotta da Gilles Peterson.
Tracce:
- Cashmere Cat - Mirror Maru
- The Hics - Cold Air
- inc. - The Place
- Trickski - Beginning
- Mala - Ghost
- Swindle - Forest Funk
- Tom Browne - Throw Down
- Donald Byrd - You And The Music
- Candido - Thousand Finger Man
- Toro y Moi - Harm in Change
- Kyodai - Breaking
- Django Django - Waveforms
- The Gaslamp Killer - Nissim
- Owiny Sigoma Band - Harpoon Land
- Guts - Brand New Revolution
- Yuna - Live Your Life (MeLo-X Motherland God mix)
- Kiko Navarro, Amor & Tucillo - Lovery (Slow Cuban Vibe Mix)
- Richard Spaven - 1759 (Outro)
- Hackman - Forgotten Notes
- Anushka - World in a Room
- Chvrches - Recover (CID RIM Remix)
- Clap! Clap! - Viajero
- Dam-Funk - Killdat
- Earl Sweatshirt - Hive (feat. Vince Staples & Casey Veggies)
- Flume - What You Need
- Four Tet - Kool FM
- Jamie Lidell - Run Away
- Jimmy Edgar - Let Yrself Be
- Jonwayne - Black Magic
- Lion Babe - Treat Me Like Fire
- Maga Bo - No Balanço da Canoa (feat. Rosângela Macedo & Marcelo Yuka)
- Mount Kimbie - Made to Stray
- Portishead - Numb
- The Crusaders e Randy Crawford - Street Life
- Roman GianArthur - I-69
- Sinkane - Shark Week (feat. Salvatore Principato)
- Smokey Robinson - Why You Wanna See My Bad Side?
- William Onyeabor - Body & Soul

FlyLo FM

È condotta da Flying Lotus.
Tracce:

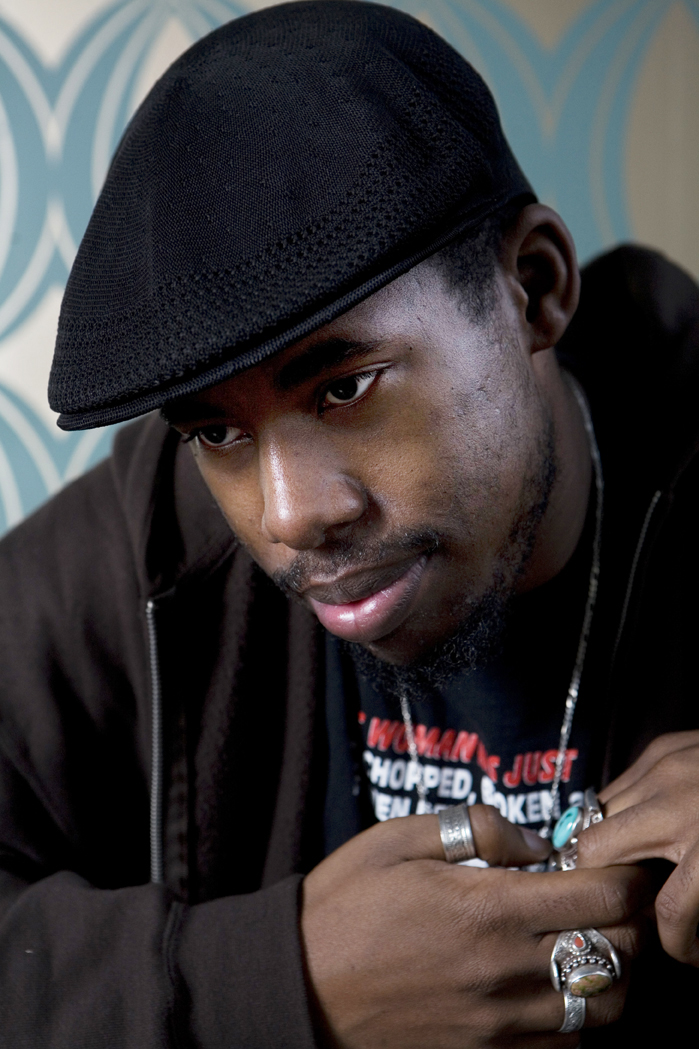
La radio FlyLo è condotta da Flying Lotus, esecutore di numerosi brani trasmessi dall'emittente radiofonica

- Flying Lotus - Getting There (feat Niki Randa)
- Flying Lotus - See Thru To U (feat Erykah Badu)
- Flying Lotus - Computer Face
- Flying Lotus - Crosswerved
- Clams Casino - Crystals
- Flying Lotus - Be Spin
- Flying Lotus - The Diddler
- Flying Lotus ft. Niki Randa - The Kill
- Captain Murphy - Evil Grin
- Flying Lotus - Catapult Man
- Hudson Mohawke - 100hm
- Tyler, the Creator - Garbage
- Machinedrum - She Died There
- Thundercat - Oh Sheit It's X
- Flying Lotus - Stonecutters
- Shadow Child - 23
- Outkast - Elevators (Me & You)
- Kingdom - Stalker
- Dabyre - Encoded Flow
- DJ Rashad e Heavee D - It's Wack
- Aphex Twin - Windowlicker
- Curtis Mayfield - Eddie You Should Know Better
- Dimlite - Into Vogon Skulls
- MF DOOM - Masquatch
- Doris - You Never Come Closer
- Flying Lotus - Early Mountain
- Flying Lotus - Osaka Trade
- Flying Lotus ft. Krayzie Bone - Medication Meditation
- The Gaslamp Killer - Shred You to Bits
- Kaskade - 4AM (Araabmuzik remix)
- KNOWER - Fuck the Makeup, Skip the Shower
- Lapalux - Make Money
- Mono/Poly ft. Thundercat - B Adams
- XXYYXX - What We Want

The Lowdown FM 91.1

È condotta da Pam Grier.
Tracce:
- Aaron Neville - Hercules
- B.T. Express - Do It ('Til You're Satisfied)
- El Chicano - Viva Tirado
- George McCrae - I Get Lifted
- Marlena Shaw - California Soul
- Smokey Robinson - Cruisin'

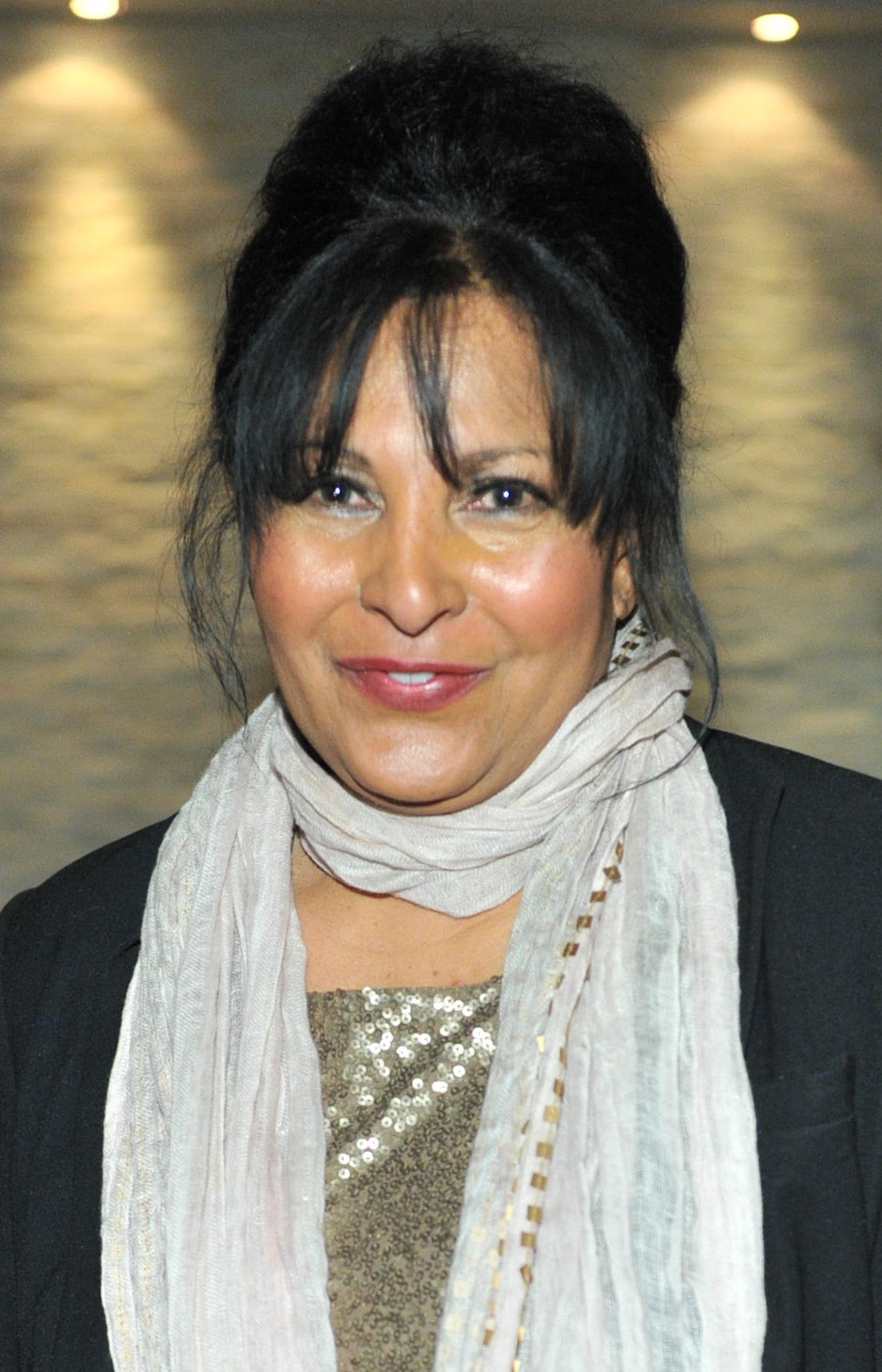
L'attrice Pam Grier è la voce di Mama G, dj di The Lowdown 91.1

- The Delfonics - Ready or Not Here I Come (Can't Hide from Love)
- The Five Stairsteps - O-O-H Child
- The Soul Searchers - Ashley's Roachclip
- The Trammps - Rubber Band
- The Undisputed Truth - Smiling Faces Sometimes
- War - The Cisco Kid
- Brass Construction - Changin'
- The Jackson Sisters - I Believe in Miracles
- Johnny "Guitar" Watson - Superman Lover
- Ohio Players - Guitars
- Pleasure - Bouncy Lady
- The Chakachas - Stories
- The Delfonics - Funny Feeling
- Eric Burdon e War - Magic Mountain

Radio Mirror Park

È condotta da Twin Shadow. In alcuni brani trasmessi figura come autore con il nome George Lewis Jr. o come George William Lewis.
Tracce:
- Battle Tapes - Feel the Same
- Dan Croll - From Nowhere (Baardsen Remix)
- DJ Mehdi - Lucky Boy (Outlines Remix)
- Feathers - Dark Matter
- Jai Paul - Jasmine (Demo Version)
- Living Days - Little White Lie
- Miami Horror - Sometimes
- Tony Castles - Heart In The Pipes (KAUF Remix)
- Toro y Moi - So Many Details
- Twin Shadow - Shooting Holes
- Twin Shadow - Old Love / New Love
- Y.A.C.H.T. - Psychic City (Classixx Remix)
- Black Strobe - Boogie in Zero Gravity
- Age of Consent - Colours
- Favored Nations - The Set Up
- Neon Indian - Change Of Coasts
- Nite Jewel - Nowhere To Go
- Yeasayer - Don't Come Close
- The Chain Gang of 1974 - Sleepwalking
- Poolside - Do You Believe?
- The C90's - Shine A Light (Flight Facilities Remix)
- HEALTH - High Pressure Dave
-  !!! - One Girl/One Boy
- Age of Consent - Heartbreak
- Cut Copy - Strangers in the Wind
- Dom - Living in America
- Holy Ghost! - Hold On
- Hot Chip - Flutes
- KAUF - When You're Out
- Little Dragon - Crystalfilm
- Mitzi - Truly Alive
- Neon Indian - Polish Girl
- Niki and the Dove - The Drummer
- Panama - Always
- SBTRKT - Pharaohs (feat. Roses Gabor)

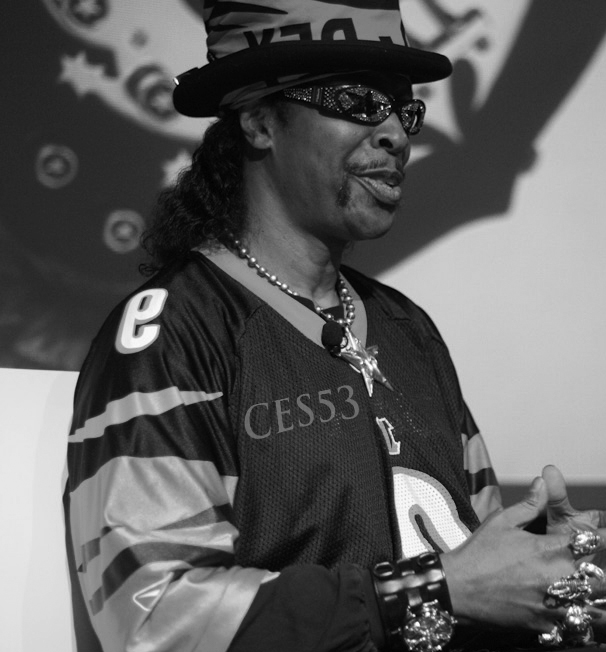
Bootsy Collins è il conduttore di Space 103.2 e autore di I'd Rather Be With You

- Scenic - Mesmerised
- The Ruby Suns - In Real Life
- Toro y Moi - New Beat
- Twin Shadow - Forget
- Yeasayer - O.N.E.

Space 103.2

È condotta da Bootsy Collins. Rick James è accreditato come autore di Give It to Me Baby e di Party All the Time, quest'ultima eseguita dall'attore Eddie Murphy.
Tracce:
- Bootsy Collins - I'd Rather Be With You
- D-Train - You're the One for Me
- Eddie Murphy - Party All the Time
- Evelyn Champagne King - I'm in Love (12" Version)
- Kano - Can't Hold Back (Your Lovin')
- Kleeer - Tonight
- Bernard Wright – Haboglabotribin'
- One Way - Cutie Pie
- Rick James - Give It to Me Baby
- Sho Nuff - Funkasize You
- Stevie Wonder - Skeletons
- Taana Gardner – Heartbeat (Club Version)
- Zapp - Heartbreaker, Pts. 1-2
- Billy Ocean - Nights (Feel Like Getting Down)' '
- Cameo - Back and Forth
- Central Line - Walking Into Sunshine
- Dazz Band - Joystick
- The Fatback Band - Gotta Get My Hands (On Some Money)
- Imagination - Flashback
- Parliament - Flash Light
- Parliament - Mothership Connection (Star Child)
- Roger Troutman - Do It Roger

Vinewood Boulevard Radio

È condotta da Nate Williams e Stephen Pope.
Tracce:
- Wavves - Nine Is God
- FIDLAR - Cocaine
- Bass Drum of Death - Crawling After You
- Hot Snakes - This Mystic Decade
- Moon Duo - Sleepwalker
- Sam Flax - Fire Doesn't Burn Itself
- Shark? - California Grrls
- The Black Angels - Black Grease
- METZ - Wet Blanket
- Ceremony - Hysteria
- Ty Segall Band - Diddy Wah Diddy
- Thee Oh Sees - The Dream
- Bleached - Next Stop
- Coliseum - Used Blood
- JEFF the Brotherhood - Sixpack
- Mind Spiders - Fall in Line
- Nobunny - Gone for Good
- The Men - Turn It Around
- The Orwells - Who Needs You
- The Soft Pack - Answer to Yourself

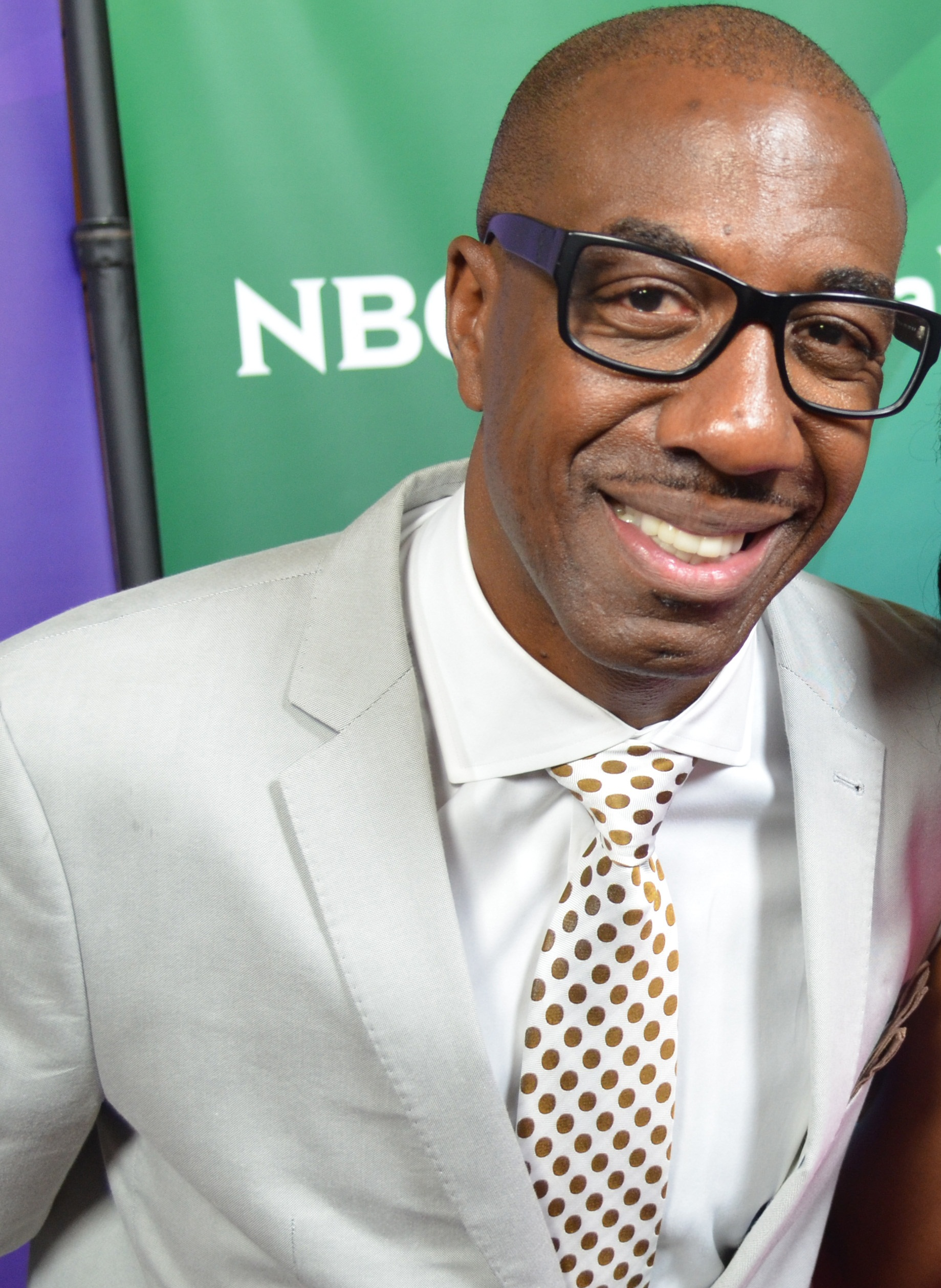
L'attore J. B. Smoove doppia il dottor Ray De Angelo Harris, presentatore di Chakra Attack, uno dei programmi di West Coast Talk Radio

WCTR

Ospita tre programmi radiofonici: Chattersphere, Chakra Attack e The Fernando Show. Chattersphere è condotto da Lazlow, mentre il The Fernando Show è presentato da Fernando Martinez (Frank Chavez).
Blaine County Radio

Trasmessa solamente nella municipalità di Blaine County. È composta dai programmi Bless Your Hearth, Blaine County Radio Community Hour e Beyond Insemination. Quest'ultimo è condotto da Duane Earl (Danny McBride).
The Lab

Originariamente disponibile solamente nella versione PC del videogioco, è stata successivamente distribuita nel contenuto scaricabile Ill-Gotten Gains Part 2. È condotta da The Alchemist e Oh No.
Tracce:
- Gangrene - Play It Cool (feat. Samuel T. Herring & Earl Sweatshirt)
- Ab-Soul – Trouble (feat. Aloe Blacc)
- Tunde Adebimpe - Speedline Miracle Masterpiece (feat. Sal P & Sinkane)
- MC Eiht & Freddie Gibbs - Welcome to Los Santos (feat. Kokane)
- Phantogram - K.Y.S.A
- Vybz Kartel - Fast Life
- King Avriel - 20's 50's 100's (feat. A$AP Ferg)
- MNDR - Lock & Load (feat. Killer Mike)
- Popcaan - Born Bad (feat. Freddie Gibbs)
- E-40 - California (feat. Dam-Funk & Ariel Pink)

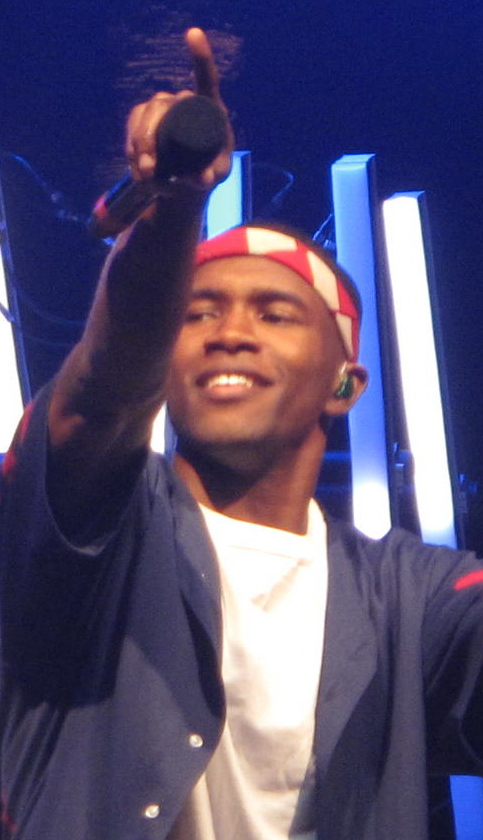
Frank Ocean è il conduttore di blonded Los Santos 97.8 FM

- Wavves - Leave
- Curren$y & Freddie Gibbs - Fetti
- Little Dragon - Wanderer

blonded Los Santos 97.8 FM

Distribuita nel contenuto scaricabile The Doomsday Heist. È condotta da Frank Ocean.
Tracce:
- Todd Rundgren - International Feel
- Panda Bear - Mr Noah
- Frank Ocean - Provider
- ScHoolboy Q - Kno Ya Wrong (feat. Lance Skiiiwalker)
- SWV - Rain
- Joy Again - On A Farm
- Frank Ocean - Ivy
- Curtis Mayfield - So In Love
- Marvin Gaye - When Did You Stop Loving Me, When Did I Stop Loving You
- Les Ya Toupas Du Zaire - Je ne bois pas beaucoup
- Drexciya - Andreaen Sand Dunes
- Jay-Z - Dead Presidents II
- Frank Ocean - Crack Rock
- MC Mack - EZ Come, EZ Go
- Aphex Twin - IZ-US
- Burial - Hiders
- Future - Codeine Crazy
- Frank Ocean - Chanel
- Lil Uzi Vert - For Real
- Migos - First 48
- Suspect - FBG
- Frank Ocean - Nights
- Gunna - YSL (feat. Playboi Carti)
- Chief Keef - Winnin' (feat. King Louie)
- Lil Sko - Miss White Cocaine
- Jme - Man Don't Care (feat. Giggs)
- (Sandy) Alex G - Master
- Frank Ocean - Pretty Sweet

Los Santos Underground Radio

Distribuita nel contenuto scaricabile After Hours, oltre ad essere contenuta nel DLC Arena War. È condotta da Solomun, Tale of Us, Dixon e The Black Madonna.
Tracce:
- Am$trad Billionaire - The Plan
- Ara Koufax - Natural States (Edit)
- Swayzak - In The Car Crash (Headgear's Always Crashing In The Same Car Mix)
- D. Lynnwood - Bitcoins (Original Mix)
- Bryan Ferry - Don't Stop The Dance (Todd Terje Remix)
- Denis Horvat - Madness Of Many
- Johannes Brecht - Incoherence
- Solomun - Ich Muss Los
- Matthew Dear - Monster
- Truncate - WRKTRX3
- Floorplan - Spin (Original Mix)
- Cevin Fisher - The Freaks Come Out (Original 2000 Freaks Mix)
- Chris Lum - You're Mine (Clean Version)
- Alex Metric & Ten Ven - The Q
- Solomun - Customer Is King
- Adam Port - Planet 9
- Dubfire - The End To My Beginning
- Leonard Cohen - You Want It Darker (Solomun Remix)
- Tale of Us - Overture
- Tale of Us - 1911
- Tale of Us - Trevor's Dream
- Tale of Us - Vinewood Blues
- Tale of Us - Anywhere
- Tale of Us - Symphony Of The Night
- Tale of Us - Another World
- Tale of Us - The Portal
- Tale of Us - Solitude
- Tale of Us - Morgan's Fate
- Tale of Us - Fisherman's Horizon
- Tale of Us - Myst
- Tale of Us - Seeds
- Tale of Us - Endless Journey
- Tale of Us - Valkyr
- Tale of Us - In Hyrule
- Tale of Us - Disgracelands
- Tale of Us - Heart Of Darkness
- Carl Finlow - Convergence
- Caravaca - Yes I Do
- Warp Factor 9 - The Atmospherian (Tornado Wallace Remix)
- Mashrou' Leila - Roman (Bas Ibellini Mix)
- Future Four - Connection (I-Cube Rework)
- Rite De Passage - Quinquerime
- The Egyptian Lover - Electro Pharaoh (Instrumental)
- Marcus L. - Telstar
- Romanthony - Bring U Up (Deetron Edit)
- Solar - 5 Seconds
- Sharif Laffrey - And Dance
- Ron Hardy - Sensation (Dub Version)
- Aux 88 - Sharivari (Digital Original Aux 88 Mix)
- Oni Ayhun - OAR03-B
- TCK ft. Joe Goddard - Reach Out Your Hand (Erol Alkan Rework) - GTA Edit
- Ron Hardy - Sensation
- Derrick Carter - Where U At
- Tiga - Bugatti
- Metro Area - Miura
- The Black Madonna - A Jealous Heart Never Rests
- Art of Noise - Beat Box
- The Black Madonna ft. Jamie Principle - We Still Believe
- Nancy Martin - Can't Believe
- P-Funk All Stars - Hydraulic Pump Pt. 3
- Steve Poindexter - Computer Madness"
- Ten City - Devotion
- The Black Madonna - We Can Never Be Apart
- Joe Jackson - Steppin' Out
- The Black Madonna - He Is the Voice I Hear

iFruit Radio

Distribuita nel contenuto scaricabile The Diamond Casino Heist. È condotta da Danny Brown e Skepta.
- Megan Thee Stallion - Cash Shit (feat. DaBaby)
- Freddie Gibbs and Madlib - Crime Pays
- Skepta - Greaze Mode (feat. Nafe Smalls)
- Pop Smoke - 100K on the Coupe
- slowthai - I Need
- Danny Brown - Dance In The Water
- The Egyptian Lover - Everything She Wants
- Burna Boy - Killin Dem (feat. Zlatan)
- Skepta & AJ Tracey - Kiss and Tell
- D-Block Europe - Kitchen Kings
- JME - Knock Your Block Off (feat. Giggs)
- Travis Scott - HIGHEST IN THE ROOM
- Yung Thug - Hot (Remix) (feat. Gunna & Travis Scott)
- DaBaby - POP STAR (feat. Kevin Gates)
- Kranium - Money In The Bank (feat. AJ Tracey)
- J Hus - Must Be
- Baauer and Channel Tres - Ready to Go (feat. Danny Brown)
- D Double E and Watch the Ride - Original Format (feat. DJ Die, Dismantle & DJ Randall)
- Shoreline Mafia - Wings
- Alkaline - With the Thing
- Headie One - Back to Basics (Floating Points Remix) (feat. Skepta)
- City Girls - Act Up
- Denzel Curry & YBN Cordae - AL1ENZ (feat. Take a Daytrip)
- Koffee - W (feat. Gunna)
- DaBaby - BOP
- Naira Marley - Opotoyi (Marlians)
- ScHoolboy Q - Numb Numb Juice
- ESSIE GANG - Pattern Chanel (feat. SQ Diesel)

## Compilation
- Grand Theft Auto: The Soundtrack (DMA Design), 1997
- Grand Theft Auto: Vice City Official Soundtrack Box Set (Epic Records), 29 ottobre 2002: cofanetto con 7 dischi.
- Grand Theft Auto: Vice City OST - Greatest Hits (Epic Records), 30 aprile 2003
- Grand Theft Auto: San Andreas Official Soundtrack (Interscope Records), 23 novembre 2004, doppio cd + DVD con machinima introduttivo.
- Grand Theft Auto: San Andreas Official Soundtrack Box Set (Interscope Records), 7 dicembre 2004, cofanetto con 8 dischi.
- The Music of Grand Theft Auto IV (Rockstar Games), 29 aprile 2008
- The Music of Grand Theft Auto V (Rockstar Games), 24 settembre 2013, cofanetto con 3 dischi